# FIS Ladies Winter Tournee 2011
FIS Ladies Winter Tournee 2011 (niem. 12. FIS-Ladies-Winter-Tournee 2011) – dwunasta edycja FIS Ladies Winter Tournee, przeprowadzona w sezonie 2010/2011 na skoczniach w Niemczech. 
Początek turnieju nastąpił 8 stycznia 2011, podczas zawodów indywidualnych na skoczni w Schonach. Trzy dni później rozegrano dwa konkursy indywidualne na skoczni w Hinterzarten. Turniej zakończył się dwoma konkursami 15 i 16 stycznia na obiekcie w Braunlage.
Pierwsze dwa konkursy indywidualne wygrała Daniela Iraschko. W trzech kolejnych zmaganiach zwyciężała Coline Mattel. Zwyciężczynią dwunastej edycji turnieju została po raz pierwszy Coline Mattel, która zdobyła najwięcej punktów w klasyfikacji łącznej FIS Ladies Winter Tournee. Na drugim stopniu podium w generalnej klasyfikacji turnieju stanęła Daniela Iraschko, a na trzecim – Jessica Jerome.
W cyklu wystartowały łącznie 62 zawodniczki z czternastu narodowych reprezentacji.

## Przed FIS Ladies Winter Tournee

### Organizacja
Organizatorem pierwszego konkursu, które odbyły się w Schonach, odpowiedzialny był miejscowy klub SC Schönwald. Kolejne dwa konkursy, które przeprowadzono w Hinterzarten, odbył się dzięki klubowi narciarskiemu - SC Hinterzarten. Organizatorem przedostatniego i ostatniego z konkursów, które odbyły się w Braunlage, był lokalny klub narciarski WSV Braunlage.

### Tło zawodów
Do 1998 roku Międzynarodowa Federacja Narciarska nie organizowała żadnych konkursów kobiecych. Zdarzało się jednak, że skoczkinie startowały w roli przedskoczków w zawodach mężczyzn lub występowały jako zawodniczki, ale nie były klasyfikowane. W styczniu 1998 w Sankt Moritz odbyły się nieoficjalne mistrzostwa świata juniorek, które są uznawane za pierwsze międzynarodowe zawody kobiece. W marcu tego samego roku odbyły się natomiast pierwsze seniorskie zawody kobiet pod egidą Międzynarodowej Federacji Narciarskiej – dwa konkursy Pucharu Kontynentalnego w Schönwaldzie. W kolejnym sezonie po raz pierwszy zorganizowano FIS Ladies Grand Tournee, będący pierwszym międzynarodowym cyklem zawodów kobiet, rozgrywanym przez Międzynarodową Federację Narciarską. W sezonie 2004/2005 cykl został wcielony jako część Pucharu Kontynentalnego.
Spośród zawodniczek startujących w FIS Ladies Winter Tournee w 2011, czterdzieści sześć brało udział w poprzedniej – jedenastej edycji turnieju. Wśród zawodniczek sklasyfikowanych w pierwszej trzydziestce poprzedniej edycji, na stracie zabrakło dziewiątej Magdaleny Schnurr, dwudziestej Caroline Espiau, dwudziestej drugiej Lisy Demetz i dwudziestej piątej Salome Fuchs. Zwyciężczynią FIS Ladies Winter Tournee 2010 była Daniela Iraschko przed Anette Sagen i Ulrike Gräßler.
Przed turniejem zostało rozegranych sześć konkursów Pucharu Kontynentalnego, cztery z nich wygrała Daniela Iraschko, a po jednym Jessica Jerome i Coline Mattel. Liderką klasyfikacji była Daniela Iraschko z przewagą 184 punktów nad Jessicą Jerome i 244 nad Lindsey Van. W poprzednich edycjach turnieju pięciokrotnie zwyciężała Daniela Iraschko (2000, 2001, 2002, 2005, 2010), a czterokrotnie Anette Sagen (2003, 2004, 2006, 2008), raz wygrała Austriaczka Sandra Kaiser (1999), Amerykanka Lindsey Van (2007) i cztery razy stawała na podium klasyfikacji generalnej cyklu (w 2003, 2004, 2005, 2006).

#### Klasyfikacja Pucharu Kontynentalnego przed rozpoczęciem turnieju
Poniżej znajduje się klasyfikacja Pucharu Kontynentalnego w skokach narciarskich przed rozpoczęciem FIS Ladies Winter Tournee 2011, czyli po przeprowadzeniu sześciu konkursów indywidualnych.
| Klasyfikacja generalna PK przed FIS Ladies Winter Tournee | Klasyfikacja generalna PK przed FIS Ladies Winter Tournee | Klasyfikacja generalna PK przed FIS Ladies Winter Tournee | Klasyfikacja generalna PK przed FIS Ladies Winter Tournee | Klasyfikacja generalna PK przed FIS Ladies Winter Tournee |
| Miejsce                                                   | Zawodniczka                                               | Reprezentacja                                             | Punkty                                                    | Strata do liderki                                         |
| --------------------------------------------------------- | --------------------------------------------------------- | --------------------------------------------------------- | --------------------------------------------------------- | --------------------------------------------------------- |
| 1.                                                        | Daniela Iraschko                                          | Austria                                                   | 560                                                       | –                                                         |
| 2.                                                        | Jessica Jerome                                            | Stany Zjednoczone                                         | 376                                                       | 184                                                       |
| 3.                                                        | Lindsey Van                                               | Stany Zjednoczone                                         | 316                                                       | 244                                                       |
| 4.                                                        | Coline Mattel                                             | Francja                                                   | 280                                                       | 280                                                       |
| 5.                                                        | Melanie Faißt                                             | Niemcy                                                    | 269                                                       | 291                                                       |
| 6.                                                        | Sarah Hendrickson                                         | Stany Zjednoczone                                         | 237                                                       | 323                                                       |
| 7.                                                        | Line Jahr                                                 | Norwegia                                                  | 198                                                       | 362                                                       |
| 8.                                                        | Elena Runggaldier                                         | Włochy                                                    | 190                                                       | 370                                                       |
| 9.                                                        | Jacqueline Seifriedsberger                                | Austria                                                   | 188                                                       | 372                                                       |
| 10.                                                       | Lisa Demetz                                               | Włochy                                                    | 173                                                       | 387                                                       |
| 11.                                                       | Eva Logar                                                 | Słowenia                                                  | 156                                                       | 404                                                       |
| 12.                                                       | Anette Sagen                                              | Norwegia                                                  | 121                                                       | 439                                                       |
| 13.                                                       | Maja Vtič                                                 | Słowenia                                                  | 119                                                       | 441                                                       |
| 14.                                                       | Abby Hughes                                               | Stany Zjednoczone                                         | 118                                                       | 442                                                       |
| 15.                                                       | Ulrike Gräßler                                            | Niemcy                                                    | 113                                                       | 447                                                       |
| 16.                                                       | Julia Kykkänen                                            | Finlandia                                                 | 109                                                       | 451                                                       |
| 17.                                                       | Alissa Johnson                                            | Stany Zjednoczone                                         | 98                                                        | 462                                                       |
| 18.                                                       | Špela Rogelj                                              | Słowenia                                                  | 94                                                        | 466                                                       |
| 19.                                                       | Evelyn Insam                                              | Włochy                                                    | 70                                                        | 490                                                       |
| 20.                                                       | Juliane Seyfarth                                          | Niemcy                                                    | 62                                                        | 498                                                       |
| 21.                                                       | Urša Bogataj                                              | Słowenia                                                  | 61                                                        | 499                                                       |
| 22.                                                       | Anna Häfele                                               | Niemcy                                                    | 46                                                        | 514                                                       |
| 23.                                                       | Gyda Enger                                                | Norwegia                                                  | 45                                                        | 515                                                       |
| 24.                                                       | Katharina Keil                                            | Austria                                                   | 38                                                        | 522                                                       |
| 25.                                                       | Michaela Doleželová                                       | Czechy                                                    | 34                                                        | 526                                                       |
| 25.                                                       | Wendy Vuik                                                | Holandia                                                  | 34                                                        | 526                                                       |
| 27.                                                       | Cornelia Roider                                           | Norwegia                                                  | 33                                                        | 527                                                       |
| 27.                                                       | Bigna Windmüller                                          | Szwajcaria                                                | 33                                                        | 527                                                       |
| 29.                                                       | Nita Englund                                              | Stany Zjednoczone                                         | 29                                                        | 531                                                       |
| 30.                                                       | Silje Sprakehaug                                          | Norwegia                                                  | 24                                                        | 536                                                       |
| 31.                                                       | Roberta D'Agostina                                        | Włochy                                                    | 23                                                        | 537                                                       |
| 31.                                                       | Vladěna Pustková                                          | Czechy                                                    | 23                                                        | 537                                                       |
| 33.                                                       | Maren Lundby                                              | Norwegia                                                  | 20                                                        | 540                                                       |
| 34.                                                       | Anja Tepeš                                                | Słowenia                                                  | 15                                                        | 545                                                       |
| 35.                                                       | Léa Lemare                                                | Francja                                                   | 11                                                        | 549                                                       |
| 36.                                                       | Jenna Mohr                                                | Niemcy                                                    | 8                                                         | 552                                                       |
| 37.                                                       | Avery Ardovino                                            | Stany Zjednoczone                                         | 1                                                         | 559                                                       |
| 37.                                                       | Irina Taktajewa                                           | Rosja                                                     | 1                                                         | 559                                                       |
| 37.                                                       | Jenny Synnøve Hagemoen                                    | Norwegia                                                  | 1                                                         | 559                                                       |

## Zasady
Zasady obowiązujące w FIS Ladies Grand Tournee są takie same, jak podczas zawodów Pucharu Świata, czy Pucharu Kontynentalnego.
Do klasyfikacji generalnej FIS Ladies Winter Tournee zaliczane były noty punktowe zdobyte przez zawodniczki podczas konkursów.
Skoki oceniane były w taki sam sposób, jak podczas zawodów Pucharu Świata, czy Pucharu Kontynentalnego. Za osiągnięcie odległości równej punktowi konstrukcyjnemu zawodniczka otrzymywała 60 punktów. Za każdy dodatkowy metr uzyskiwała dodatkowo 2 punkty, i analogicznie za każdy metr poniżej punktu K minus 2 punkty. Ponadto, styl skoku i lądowania podlegał ocenie przez pięciu sędziów wybranych przez FIS, którzy mogli przyznać maksymalnie po 20 punktów. Dwie skrajne noty (najwyższa i najniższa) nie wliczane były do noty końcowej.

## Skocznie
Konkursy FIS Ladies Winter Tournee 2011 przeprowadzone zostały na trzech skoczniach narciarskich – Langenwaldschanze w Schonach, Adlerschanze w Hinterzarten, oraz Wurmbergschanze w Braunlage. Wszystkie obiekty były skoczniami normalnymi.
|  | Nazwa skoczni     | Miejscowość  | Punkt K | HS     | Rekord skoczni | Rekord skoczni | Rekord skoczni |
|  | ----------------- | ------------ | ------- | ------ | -------------- | -------------- | -------------- |
|  | Langenwaldschanze | Schonach     | K-95    | HS 106 | 101,0 m        | Mario Stecher  | 03.01.2009     |
|  | Adlerschanze      | Hinterzarten | K-95    | HS 108 | 111,0 m        | Lars Bystøl    | 10.02.2008     |
|  | Wurmbergschanze   | Braunlage    | K-90    | HS 100 | 101,0 m        | Morten Solem   | 02.02.2003     |

## Jury
Głównymi dyrektorami konkursów w ramach FIS Ladies Winter Tournee byli kolejno: w pierwszych trzech konkursach Michael Lais, a w ostatnich dwóch Hannes Westphal. Sędzią technicznym podczas pierwszego konkursu w Schonach, oraz dwóch w Hinterzarten był Ivo Greger, a jego asystentem – Christian Remy. W przedostatnim i ostatnim konkursie na skoczni Wurmbergschanze w Braunlage, sędzią technicznym był Ryszard Guńka, a asystował mu Michal Bartoš
W poniższej tabeli znajduje się zestawienie wszystkich sędziów, którzy oceniali styl skoków podczas konkursów FIS Ladies Winter Tournee 2011 wraz z zajmowanymi przez nich miejscami na wieży sędziowskiej.
| Sędzia             | Kraj       | Stanowisko na wieży sędziowskiej | Stanowisko na wieży sędziowskiej | Stanowisko na wieży sędziowskiej | Stanowisko na wieży sędziowskiej | Stanowisko na wieży sędziowskiej |
| Sędzia             | Kraj       | Schonach                         | Hinterzarten                     | Hinterzarten                     | Braunlage                        | Braunlage                        |
| ------------------ | ---------- | -------------------------------- | -------------------------------- | -------------------------------- | -------------------------------- | -------------------------------- |
| Ernst Bösch        | Szwajcaria | C                                | C                                | B                                | –                                | –                                |
| Angelika Göbel     | Niemcy     | –                                | –                                | –                                | E                                | A                                |
| Jürgen Günther     | Niemcy     | –                                | –                                | –                                | A                                | D                                |
| Christian Keller   | Niemcy     | A                                | –                                | –                                | –                                | –                                |
| Peter Kimming      | Niemcy     | –                                | E                                | A                                | –                                | –                                |
| Joachim Lesser     | Niemcy     | –                                | –                                | –                                | B                                | E                                |
| Ernst Marpe        | Niemcy     | B                                | A                                | D                                | –                                | –                                |
| Rüdiger Münch      | Niemcy     | –                                | –                                | –                                | D                                | C                                |
| Jörg Schmieder     | Niemcy     | E                                | –                                | –                                | –                                | –                                |
| Konrad Schmiederer | Niemcy     | D                                | D                                | C                                | –                                | –                                |
| Jaroslav Tuček     | Niemcy     | –                                | –                                | –                                | C                                | B                                |
| Peter Weise        | Niemcy     | B                                | –                                | E                                | –                                | –                                |

## Podium klasyfikacji łącznej
| Zawodniczka      | Schonach | Schonach | Schonach | Hinterzarten | Hinterzarten | Hinterzarten | Hinterzarten | Hinterzarten | Hinterzarten | Braunlage | Braunlage | Braunlage | Braunlage | Braunlage | Braunlage | Nota łączna | Strata |
| Zawodniczka      | Skok 1   | Skok 2   | Nota     | Skok 1       | Skok 2       | Nota         | Skok 1       | Skok 2       | Nota         | Skok 1    | Skok 2    | Nota      | Skok 1    | Skok 2    | Nota      | Nota łączna | Strata |
| ---------------- | -------- | -------- | -------- | ------------ | ------------ | ------------ | ------------ | ------------ | ------------ | --------- | --------- | --------- | --------- | --------- | --------- | ----------- | ------ |
| Coline Mattel    | 96,5 m   | 95,5 m   | 235,8    | 97,5 m       | 101,0 m      | 245,5        | 102,5 m      | –            | 130,0        | 97,5 m    | 96,5 m    | 255,0     | 86,5 m    | 94,5 m    | 234,0     | 1100,3      | –      |
| Daniela Iraschko | 96,0 m   | 96,5 m   | 239,6    | 103,0 m      | 106,5 m      | 268,5        | 98,5 m       | –            | 121,5        | 90,0 m    | 86,5 m    | 218,5     | 87,5 m    | 93,5 m    | 228,5     | 1076,6      | 23,7   |
| Jessica Jerome   | 92,5 m   | 97,5 m   | 227,9    | 93,0 m       | 100,0 m      | 231,0        | 95,0 m       | –            | 113,0        | 83,5 m    | 83,5 m    | 197,0     | 80,5 m    | 84,0 m    | 192,5     | 961,4       | 138,9  |

### Schonach

#### Pierwszy konkurs (indywidualny)

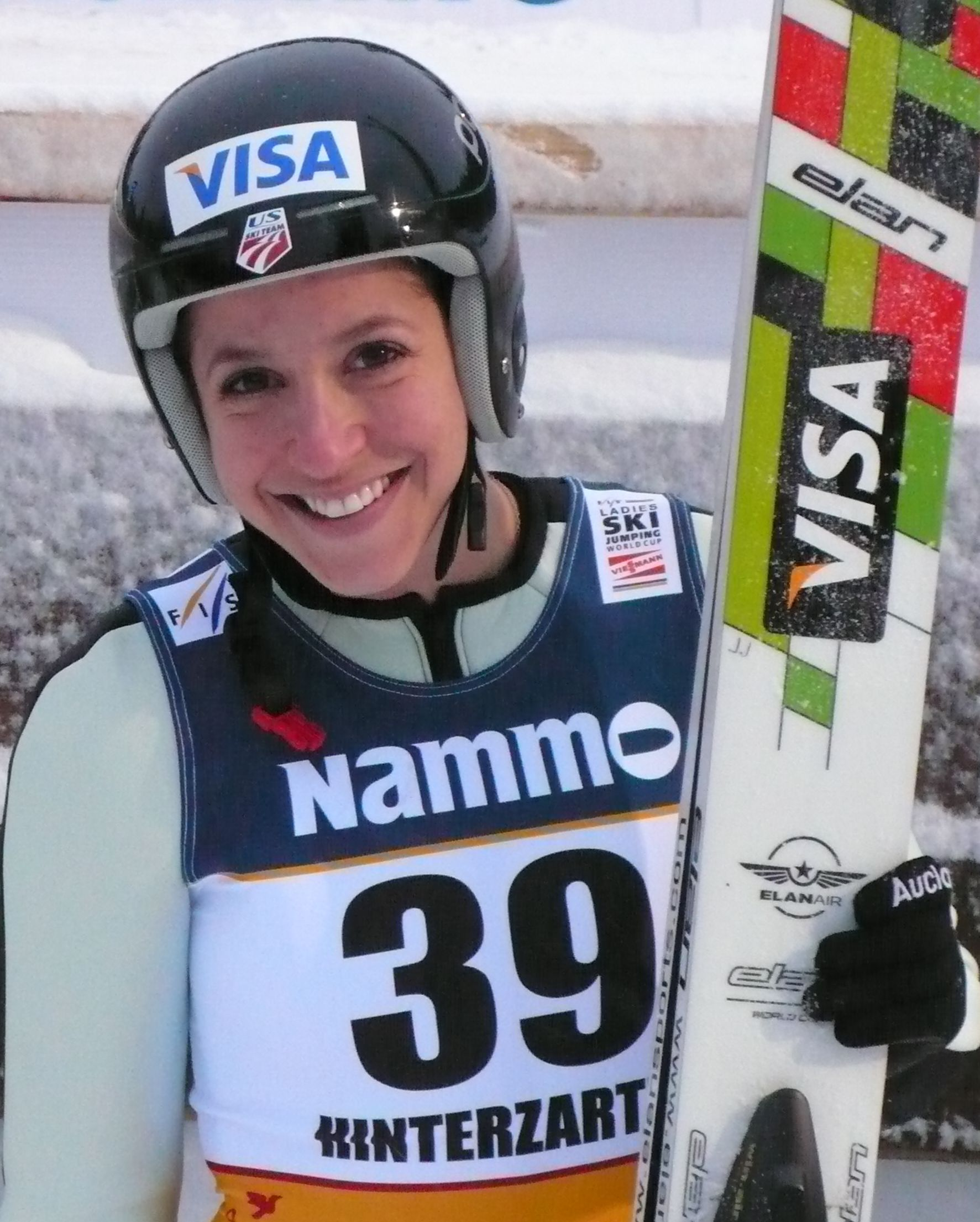
Jessica Jerome – czwarta zawodniczka inauguracyjnego konkursu FIS Ladies Winter Tournee oraz trzecia zawodniczka klasyfikacji łącznej.

Pierwszy z konkursów indywidualnych, przeprowadzony w ramach FIS Ladies Winter Tournee, odbył się na obiekcie normalnym w Schonach. W pierwszej serii konkursowej czterem zawodniczkom udało się osiągnąć odległość powyżej, bądź równą punktowi konstrukcyjnemu, umieszczonemu na 95 metrze. Pierwszą która tego dokonała, była skacząca z numerem 54 Melanie Faißt, która skoczyła 97,5 metra. Jak się później okazało był to jeden z najdłuższych skoków całego konkursu. Skacząca tuż po Niemce Coline Mattel, uzyskała metr gorszą odległość, jednak dzięki dodatnim punktom za wiatr wyprzedziła Faißt o 4,4 punktu. Jako następne na belce startowej usiadły Lindsey Van (95,0 m) i Jessica Jerome (92,5 m), jednak nie udało im się wyprzedzić Francuzki. Jako ostatnia skakała aktualna liderka klasyfikacji generalnej Pucharu Kontynentalnego - Daniela Iraschko, uzyskała 96,0 metrów i uplasowała się o 1,3 punktu za Coline Mattel. Trzecia była Lindsey Van.
W serii finałowej, pięciu zawodniczkom udało się uzyskać odległość powyżej 95 metrów. Pierwszą która tego dokonała była szósta po pierwszej serii Jessica Jerome (97,5 m), co pozwoliło jej na awans o dwie pozycje w klasyfikacji generalnej konkursu. Odległościowo gorszy o metr rezultat uzyskała, plasująca się na piątym miejscu Eva Logar, i spadła o jedną pozycję w stosunku do pierwszej serii. Skacząca jako czwarta od końca Niemka Faißt (94,5 m), uzyskała trzy metry gorszy rezultat, niż plasująca się obecnie na pierwszym miejscu Jessica Jerome, jednak przewaga z pierwszej serii wystarczyła aby wyprzedzić Amerykankę. Trzecia po pierwszej serii Lindsey Van (90,5 m) popsuła nieco swój skok i spadła o dwie pozycje w klasyfikacji. Jako następna na belce startowej usiadła Daniela Iraschko, i po skoku na odległość 96,5 m objęła prowadzenie w konkursie. Prowadząca po pierwszej serii Coline Mattel, uzyskała o metr gorszy skok niż Austriaczka. Konkurs wygrała zatem Iraschko z przewagą 3,8 punktu nad Mattel, i 7,7 nad Faißt.
Z konkursu została zdyskwalifikowana Kanadyjka Taylor Henrich i Czeszka Lucie Míková.
Ze startu zrezygnowały: Rumunka Daniela Haralambie, Włoszka Nadine Kostner, Chinka Chang Xinyue, Włoszka Veronica Gianmoena, Rumunka Denisa Torok, Chinka Zhang Qiuyue i Włoszka Lisa Demetz.
W przeddzień zawodów zmarła Simona Senoner. Siedemnastoletnia Włoszka wieczorem źle się poczuła w hotelu w Schonach, i została przewieziona nieprzytomna do szpitala we Fryburgu Bryzgowijskim, jednak nie udało się jej uratować.
Po raz pierwszy w historii w konkursie organizowanym przez Międzynarodową Federację Narciarską, wystąpiły reprezentantki Chin.
Zawodniczki w pierwszej serii skakały z dwudziestej siódmej belki startowej, a w drugiej z dwudziestej ósmej. Podczas zawodów było pochmurnie, temperatura powietrza wynosiła –7,3 °C, a temperatura śniegu –2,5 °C.

##### Wyniki zawodów (08.01.2011)
| 1.  | Daniela Iraschko           | Austria           | 96,0 | 116,8 | 96,5 | 122,8 | 239,6 |
| 2.  | Coline Mattel              | Francja           | 96,5 | 118,1 | 95,5 | 117,7 | 235,8 |
| 3.  | Melanie Faißt              | Niemcy            | 97,5 | 113,7 | 94,5 | 118,2 | 231,9 |
| 4.  | Jessica Jerome             | Stany Zjednoczone | 92,5 | 104,7 | 97,5 | 123,2 | 227,9 |
| 5.  | Lindsey Van                | Stany Zjednoczone | 95,0 | 114,8 | 90,5 | 108,1 | 222,9 |
| 6.  | Eva Logar                  | Słowenia          | 92,0 | 108,5 | 96,5 | 114,2 | 222,7 |
| 7.  | Evelyn Insam               | Włochy            | 88,0 | 102,4 | 92,5 | 106,2 | 208,6 |
| 8.  | Jacqueline Seifriedsberger | Austria           | 87,5 | 96,5  | 92,5 | 110,1 | 206,6 |
| 9.  | Špela Rogelj               | Słowenia          | 87,5 | 99,8  | 90,0 | 105,1 | 204,9 |
| 10. | Anna Rupprecht             | Niemcy            | 90,5 | 99,7  | 89,0 | 101,6 | 201,3 |
| 11. | Carina Vogt                | Niemcy            | 84,5 | 94,5  | 89,5 | 104,8 | 199,3 |
| 12. | Vladěna Pustková           | Czechy            | 88,5 | 98,6  | 89,0 | 99,5  | 198,1 |
| 13. | Jenna Mohr                 | Niemcy            | 85,5 | 97,8  | 87,5 | 95,4  | 193,2 |
| 14. | Maja Vtič                  | Słowenia          | 86,5 | 91,9  | 90,5 | 99,9  | 191,8 |
| 15. | Julia Kykkänen             | Finlandia         | 89,5 | 93,7  | 86,5 | 97,2  | 190,9 |
| 16. | Maren Lundby               | Norwegia          | 86,0 | 92,0  | 87,0 | 97,7  | 189,7 |
| 17. | Elena Runggaldier          | Włochy            | 84,5 | 95,1  | 85,5 | 92,6  | 187,7 |
| 17. | Anna Häfele                | Niemcy            | 85,0 | 88,5  | 88,0 | 99,2  | 187,7 |
| 19. | Wendy Vuik                 | Holandia          | 86,0 | 93,4  | 84,5 | 91,6  | 185,0 |
| 20. | Anja Tepeš                 | Słowenia          | 79,5 | 85,5  | 87,5 | 99,1  | 184,6 |
| 21. | Anette Sagen               | Norwegia          | 88,0 | 93,9  | 81,5 | 89,2  | 183,1 |
| 22. | Alissa Johnson             | Stany Zjednoczone | 82,5 | 89,1  | 83,5 | 93,7  | 182,8 |
| 23. | Ramona Straub              | Niemcy            | 85,5 | 93,2  | 82,5 | 88,7  | 181,9 |
| 24. | Abby Hughes                | Stany Zjednoczone | 82,5 | 89,0  | 83,5 | 89,6  | 178,6 |
| 25. | Urša Bogataj               | Słowenia          | 85,5 | 85,1  | 87,0 | 93,1  | 178,2 |
| 26. | Katharina Keil             | Austria           | 80,5 | 83,5  | 86,0 | 91,5  | 175,0 |
| 27. | Léa Lemare                 | Francja           | 80,5 | 83,2  | 82,0 | 87,2  | 170,4 |
| 28. | Michaela Doleželová        | Czechy            | 80,0 | 82,9  | 81,0 | 84,4  | 167,3 |
| 29. | Cornelia Roider            | Austria           | 87,5 | 95,8  | 74,0 | 65,8  | 161,6 |
| 30. | Sabrina Windmüller         | Szwajcaria        | 80,5 | 82,6  | 75,0 | 75,8  | 158,4 |
| 31. | Svenja Würth               | Niemcy            | 81,5 | 82,4  | –    | –     | 82,4  |
| 32. | Gyda Enger                 | Norwegia          | 83,5 | 81,2  | –    | –     | 81,2  |
| 33. | Line Jahr                  | Norwegia          | 80,5 | 80,3  | –    | –     | 80,3  |
| 34. | Verena Pock                | Austria           | 79,0 | 78,8  | –    | –     | 78,8  |
| 35. | Bigna Windmüller           | Szwajcaria        | 81,0 | 77,6  | –    | –     | 77,6  |
| 36. | Silje Sprakehaug           | Norwegia          | 79,0 | 75,3  | –    | –     | 75,3  |
| 37. | Ulrike Gräßler             | Niemcy            | 76,0 | 75,1  | –    | –     | 75,1  |
| 38. | Sonja Schoitsch            | Austria           | 76,0 | 70,4  | –    | –     | 70,4  |
| 39. | Manja Pograjc              | Słowenia          | 76,0 | 66,4  | –    | –     | 66,4  |
| 40. | Nina Lussi                 | Stany Zjednoczone | 73,5 | 64,4  | –    | –     | 64,4  |
| 41. | Irina Taktajewa            | Rosja             | 74,0 | 61,7  | –    | –     | 61,7  |
| 42. | Charlotte Mitchell         | Kanada            | 72,0 | 59,6  | –    | –     | 59,6  |
| 43. | Roberta D'Agostina         | Włochy            | 66,5 | 55,5  | –    | –     | 55,5  |
| 44. | Ma Tong                    | Chiny             | 69,0 | 73,0  | –    | –     | 73,0  |
| 45. | Barbara Stuffer            | Włochy            | 65,5 | 46,3  | –    | –     | 46,3  |
| 46. | Li Xueyao                  | Chiny             | 62,0 | 37,0  | –    | –     | 37,0  |
| 47. | Lara Thomae                | Holandia          | 59,5 | 32,0  | –    | –     | 32,0  |
| 48. | Ji Cheng                   | Chiny             | 53,0 | 23,2  | –    | –     | 23,2  |
| 49. | Cui Linlin                 | Chiny             | 51,0 | 9,8   | –    | –     | 9,8   |

#### Drugi konkurs (indywidualny)
Konkurs indywidualny który miał się odbyć pierwotnie 9 stycznia 2011 roku, na skoczni Langenwaldschanze w Schonach został odwołany. Organizatorzy zdecydowali się aby przenieść niedzielny konkurs na środę, zawody miały odbyć się na skoczni Adlerschanze w Hinterzarten.

### Hinterzarten

#### Pierwszy konkurs (indywidualny)

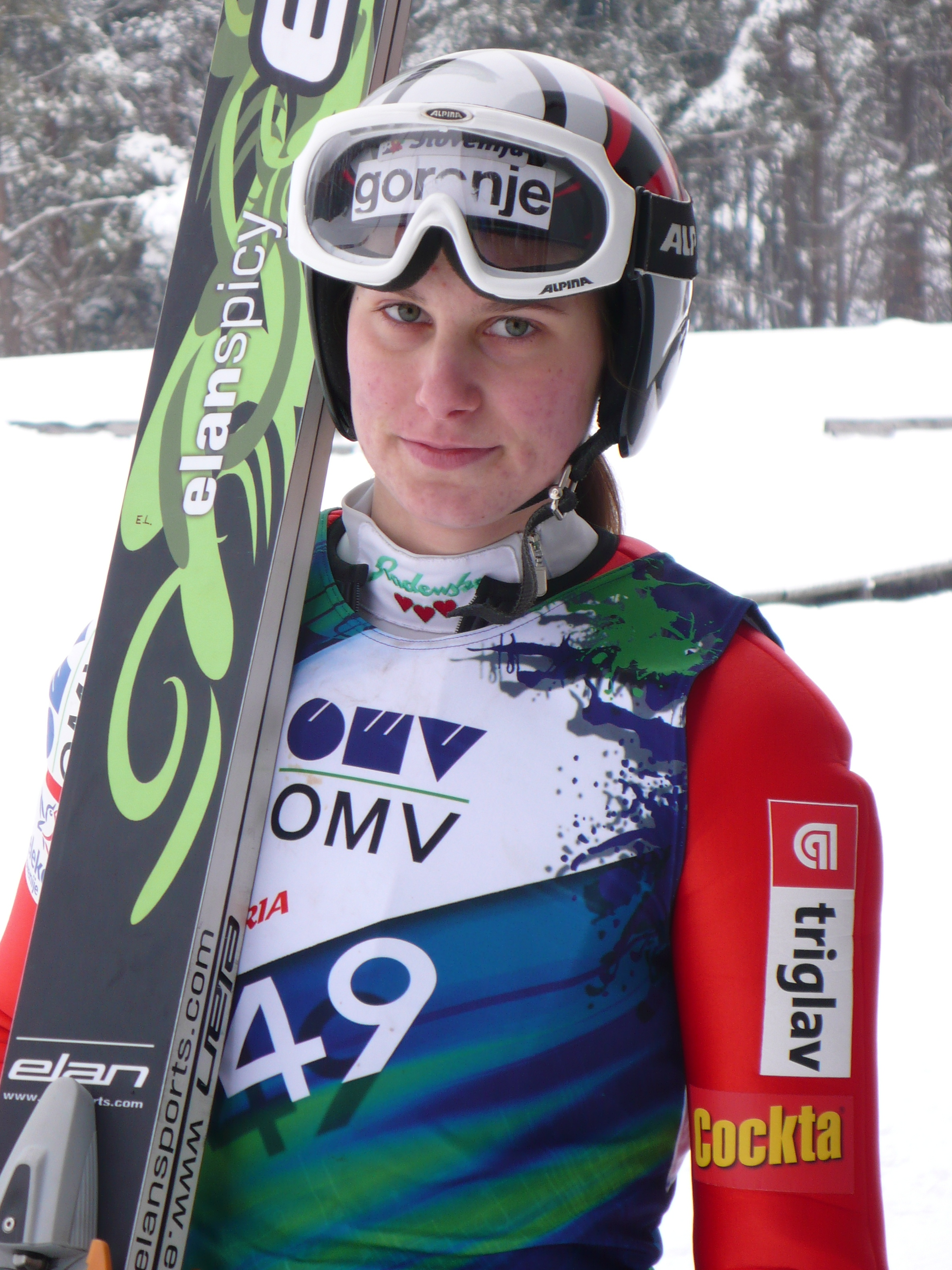
Eva Logar – trzecia zawodniczka pierwszego indywidualnego konkursu w Hinterzarten oraz trzecia zawodniczka klasyfikacji generalnej Pucharu Kontynentalnego w sezonie 2010/2011.

Drugimi zawodami rozegranymi w ramach FIS Ladies Winter Tournee był konkurs indywidualny w Hinterzarten, ponieważ planowany na 9 stycznia konkurs w Schonach został przełożony na środę. W pierwszej serii trzem zawodniczkom udało się uzyskać odległość powyżej punktu konstrukcyjnego, umieszczonego na 95 metrze. Najdalej w pierwszej serii skoczyła Daniela Iraschko (103,0 m), dzięki najdalszemu skokowi udało się jej prowadzić po pierwszej serii. Pięć I pół metra gorzej od Austriaczki skoczyła Francuzka Coline Mattel (97,5 m), która została sklasyfikowana na drugim miejscu ze stratą 11,5 punktu do Iraschko. Notę łączną powyżej 110 punktów uzyskała jeszcze tylko Eva Logar (113,5 punktu), za 96 metrową odległość. Notę łączną powyżej 100 punktów uzyskało jeszcze pięć zawodniczek: Lindsey Van(109,5 punktu), Jessica Jerome (107,5 punktu), Jacqueline Seifriedsberger (106,0 punktów), Melanie Faißt (105,5 punktu) i Maja Vtič (104,0 punkty). Po pierwszej serii na prowadzeniu była Iraschko, z przewagą 11,5 punktu nad Mattel i 17,0 nad Logar.
W serii finałowej, ośmiu zawodniczkom udało się uzyskać odległość powyżej 95 metrów. Pierwszą która tego dokonała była skacząca jako dziewiąta Juliane Seyfarth (96,0 m). Dzięki temu skokowi awansowała o jedenaście pozycji w stosunku do pierwszej serii, w klasyfikacji końcowej konkursu na skoczni Große Ruhestein. Odległościowo nieco lepszy rezultat uzyskała, plasująca się na dziewiątym miejscu Anja Tepeš (97,0 m). Skacząca tuż po niej Maja Vtič, uzyskała o pół metra lepszą odległość, przy podobnych notach za styl i uplasowała się o dwa punkty przed swoją rodaczką. Pierwszą zawodniczką, która uzyskała stumetrową odległość, była Jessice Jerome (100,0 m). Odległość Amerykanki, o metr poprawiła Francuzka Coline Mattel, i to właśnie ona objęła prowadzenie o 11,5 punktu, przed Evą Logar. Prowadząca po pierwszej serii Austriaczka Iraschko podobnie jak w pierwszej serii oddała najdalszy skok (106,5 m), zarówno drugiej serii jak i całego konkursu, i to właśnie ona wygrała konkurs z przewagą 23,0 punktów nad Mattel. Trzecia była Eva Logar (34,5 punktu straty do Iraschko).
Zawodniczki w pierwszej serii skakały z trzydziestej czwartej belki startowej, a w drugiej z trzydziestej piątej. Podczas zawodów było pochmurnie, temperatura powietrza wynosiła 2,0 °C, a temperatura śniegu 0,0 °C.

##### Wyniki zawodów (12.01.2011)
| 1.  | Daniela Iraschko           | Austria           | 103,0 | 130,0 | 106,5 | 138,5 | 268,5 |
| 2.  | Coline Mattel              | Francja           | 97,5  | 118,5 | 101,0 | 127,0 | 245,5 |
| 3.  | Eva Logar                  | Słowenia          | 96,0  | 113,0 | 99,5  | 121,0 | 234,0 |
| 4.  | Jessica Jerome             | Stany Zjednoczone | 93,0  | 107,5 | 100,0 | 123,5 | 231,0 |
| 5.  | Maja Vtič                  | Słowenia          | 92,5  | 104,0 | 97,5  | 117,5 | 221,5 |
| 6.  | Anja Tepeš                 | Słowenia          | 91,0  | 103,5 | 97,0  | 116,0 | 219,5 |
| 7.  | Jacqueline Seifriedsberger | Austria           | 92,0  | 106,0 | 94,5  | 111,0 | 217,0 |
| 8.  | Melanie Faißt              | Niemcy            | 92,0  | 105,5 | 91,5  | 104,5 | 210,0 |
| 9.  | Špela Rogelj               | Słowenia          | 87,0  | 95,0  | 96,0  | 114,5 | 209,5 |
| 10. | Maren Lundby               | Norwegia          | 88,5  | 98,0  | 91,5  | 105,0 | 203,0 |
| 11. | Juliane Seyfarth           | Niemcy            | 83,5  | 87,5  | 96,0  | 114,5 | 202,0 |
| 12. | Lindsey Van                | Stany Zjednoczone | 93,5  | 109,5 | 84,5  | 89,0  | 198,5 |
| 13. | Anna Rupprecht             | Niemcy            | 87,0  | 95,0  | 90,5  | 101,5 | 196,5 |
| 14. | Line Jahr                  | Norwegia          | 84,0  | 88,0  | 90,0  | 101,5 | 189,5 |
| 15. | Carina Vogt                | Niemcy            | 86,0  | 91,5  | 87,5  | 96,0  | 187,5 |
| 16. | Anna Häfele                | Niemcy            | 81,5  | 83,0  | 88,0  | 96,5  | 179,5 |
| 17. | Jenna Mohr                 | Niemcy            | 86,0  | 92,0  | 83,0  | 86,0  | 178,0 |
| 18. | Cornelia Roider            | Austria           | 86,5  | 88,5  | 86,5  | 89,0  | 177,5 |
| 19. | Sabrina Windmüller         | Szwajcaria        | 85,5  | 91,5  | 83,5  | 84,5  | 176,0 |
| 20. | Gyda Enger                 | Norwegia          | 82,5  | 82,0  | 87,5  | 92,5  | 174,5 |
| 21. | Urša Bogataj               | Słowenia          | 86,0  | 91,0  | 80,5  | 80,0  | 171,0 |
| 22. | Abby Hughes                | Stany Zjednoczone | 80,5  | 80,0  | 86,0  | 90,5  | 170,5 |
| 23. | Michaela Doleželová        | Czechy            | 81,5  | 82,0  | 82,5  | 84,5  | 166,5 |
| 24. | Ramona Straub              | Niemcy            | 85,0  | 88,5  | 79,5  | 77,0  | 165,5 |
| 25. | Alissa Johnson             | Stany Zjednoczone | 82,5  | 85,5  | 80,0  | 78,5  | 164,0 |
| 26. | Ulrike Gräßler             | Niemcy            | 83,5  | 86,5  | 80,0  | 75,5  | 162,0 |
| 27. | Katharina Keil             | Austria           | 85,5  | 91,0  | 76,0  | 70,0  | 161,0 |
| 28. | Bigna Windmüller           | Szwajcaria        | 85,5  | 89,5  | 77,0  | 70,5  | 160,0 |
| 29. | Vladěna Pustková           | Czechy            | 83,5  | 83,5  | 79,5  | 74,0  | 157,5 |
| 30. | Svenja Würth               | Niemcy            | 80,5  | 80,0  | 78,5  | 75,0  | 155,0 |
| 31. | Taylor Henrich             | Kanada            | 82,0  | 79,0  | –     | –     | 79,0  |
| 32. | Anette Sagen               | Norwegia          | 79,5  | 77,5  | –     | –     | 77,5  |
| 33. | Sonja Schoitsch            | Austria           | 80,0  | 76,5  | –     | –     | 76,5  |
| 34. | Irina Taktajewa            | Rosja             | 79,0  | 76,0  | –     | –     | 76,0  |
| 35. | Lucie Míková               | Czechy            | 78,0  | 72,5  | –     | –     | 72,5  |
| 36. | Katharina Althaus          | Niemcy            | 77,0  | 72,0  | –     | –     | 72,0  |
| 37. | Julia Kykkänen             | Finlandia         | 76,0  | 70,0  | –     | –     | 70,0  |
| 38. | Wendy Vuik                 | Holandia          | 76,5  | 69,5  | –     | –     | 69,5  |
| 39. | Nina Lussi                 | Stany Zjednoczone | 75,5  | 66,0  | –     | –     | 66,0  |
| 40. | Verena Pock                | Austria           | 75,5  | 65,5  | –     | –     | 65,5  |
| 41. | Manja Pograjc              | Słowenia          | 75,0  | 65,0  | –     | –     | 65,0  |
| 42. | Charlotte Mitchell         | Kanada            | 74,0  | 64,0  | –     | –     | 64,0  |
| 43. | Silje Sprakehaug           | Norwegia          | 72,5  | 62,5  | –     | –     | 62,5  |
| 44. | Veronika Zobel             | Niemcy            | 72,5  | 61,0  | –     | –     | 61,0  |
| 45. | Ma Tong                    | Chiny             | 68,5  | 50,0  | –     | –     | 50,0  |
| 46. | Julia Clair                | Francja           | 68,0  | 49,0  | –     | –     | 49,0  |
| 47. | Sarah Pöppel               | Niemcy            | 68,0  | 46,5  | –     | –     | 46,5  |
| 48. | Lucienne Höppner           | Niemcy            | 64,0  | 37,5  | –     | –     | 37,5  |
| 49. | Li Xueyao                  | Chiny             | 61,5  | 31,5  | –     | –     | 31,5  |
| 50. | Melanie Häckert            | Niemcy            | 59,0  | 28,0  | –     | –     | 28,0  |
| 51. | Ji Cheng                   | Chiny             | 55,0  | 19,0  | –     | –     | 19,0  |
| 52. | Cui Linlin                 | Chiny             | 53,0  | 14,0  | –     | –     | 14,0  |

#### Drugi konkurs (indywidualny)

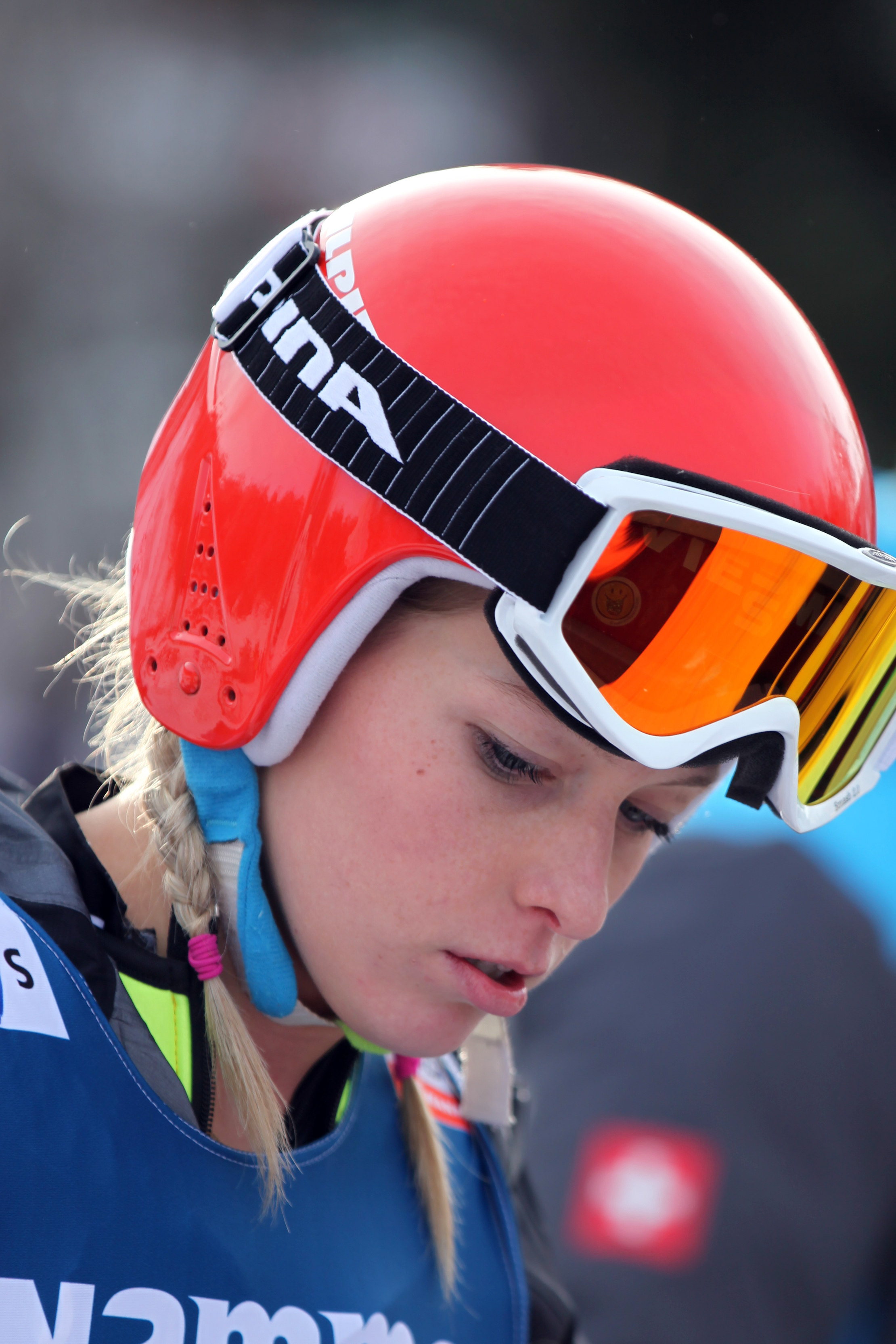
Melanie Faißt – czwarta zawodniczka klasyfikacji łącznej turnieju oraz czwarta zawodniczka klasyfikacji generalnej Pucharu Kontynentalnego w sezonie 2010/2011.

Trzeci konkurs FIS Ladies Winter Tournee 2011 przeprowadzono 12 lutego na skoczni Adlerschanze w Hinterzarten. Pierwszą zawodniczką która uzyskała rezultat 90 metrowy była Jenna Mohr (93,0 m). Niemka pozostawała na pierwszej pozycji przez osiemnaście skoków, aż do skoku Słowenki z numerem czterdziestym trzecim, Špeli Rogelj, która skoczyła 92,5 metra, dzięki czemu została nową liderką konkursu ex aequo z Niemką. Skacząca po Słowence, jej rodaczka Maja Vtič, uzyskała o półtora metra lepszy rezultat, niż jej koleżanka z drużyny i wyszła na półtora punktowe prowadzenie. Dwie kolejne zawodniczki, nie zdołały uzyskać na tyle dobrego skoku aby objęć prowadzenie, dopiero skacząca z numerem 47. Jacqueline Seifriedsberger wylądowała na odległości 93,5 metra, dzięki lepszym notom za styl wyszła na prowadzenie ex aequo ze Słowenką. Austriaczka utrzymywała się na prowadzeniu tylko przez jeden skok. Startująca z 49. numerem Amerykanka Lindsey Van uzyskała 97,0 metrów, przy siedemnasto i pół punktowych notach za styl, co pozwoliło jej objąć prowadzenie z przewagą siedmiu i pół punktu nad Austriaczką. Amerykanka utrzymywała się na prowadzeniu tylko przez jeden skok. Startująca z 50. numerem Francuzka Coline Mattel (102,5 m) lądowała 5,5 metra dalej niż Van, i to właśnie ona wyszła na trzynasto i pół punktowe prowadzenie. Jako następna skakała Amerykanka Jessica Jerome, uzyskała 95 metrową odległość, i uplasowała się na trzeciej pozycji. Ostatnia zawodniczka - Daniela Iraschko (98,5 m) uzyskała nieco gorszy rezultat niż prowadząca Francuzka, jednak noty za styl i za odległość pozwoliły jej na objęcie drugiego miejsca. Po pierwszej serii pierwsze miejsce zajmowała Coline Mattel (130,0 punktów) przed Danielą Iraschko (8,5 punktu straty), i Lindsey Van (13,5 punktu straty).
Druga seria nie została rozegrana z powodu zbyt silnego wiatru, w związku z czym wyniki po pierwszej serii, zostały uznane za wyniki ostateczne.
Zawodniczki w pierwszej serii skakały z trzydziestej szóstej belki startowej. Podczas zawodów było pochmurnie, temperatura powietrza wynosiła 3,5 °C, a temperatura śniegu 0,0 °C.

##### Wyniki zawodów (12.01.2011)
| 1.  | Coline Mattel              | Francja           | 102,5 | 130,0 | 130,0 |
| 2.  | Daniela Iraschko           | Austria           | 98,5  | 121,5 | 121,5 |
| 3.  | Lindsey Van                | Stany Zjednoczone | 97,0  | 116,5 | 116,5 |
| 4.  | Jessica Jerome             | Stany Zjednoczone | 95,0  | 113,0 | 113,0 |
| 5.  | Jacqueline Seifriedsberger | Austria           | 93,5  | 109,0 | 109,0 |
| 5.  | Maja Vtič                  | Słowenia          | 94,0  | 109,0 | 109,0 |
| 7.  | Špela Rogelj               | Słowenia          | 92,5  | 107,5 | 107,5 |
| 7.  | Jenna Mohr                 | Niemcy            | 93,0  | 107,5 | 107,5 |
| 9.  | Melanie Faißt              | Niemcy            | 93,0  | 107,0 | 107,0 |
| 10. | Juliane Seyfarth           | Niemcy            | 92,0  | 105,5 | 105,5 |
| 11. | Anna Häfele                | Niemcy            | 91,5  | 104,0 | 104,0 |
| 11. | Maren Lundby               | Norwegia          | 91,0  | 104,0 | 104,0 |
| 13. | Ulrike Gräßler             | Niemcy            | 91,5  | 101,5 | 101,5 |
| 13. | Alissa Johnson             | Stany Zjednoczone | 89,5  | 101,5 | 101,5 |
| 15. | Anja Tepeš                 | Słowenia          | 89,0  | 99,0  | 99,0  |
| 16. | Anna Rupprecht             | Niemcy            | 88,5  | 98,0  | 98,0  |
| 17. | Carina Vogt                | Niemcy            | 88,5  | 97,5  | 97,5  |
| 18. | Julia Kykkänen             | Finlandia         | 88,0  | 96,5  | 96,5  |
| 19. | Katharina Althaus          | Niemcy            | 88,0  | 96,0  | 96,0  |
| 20. | Abby Hughes                | Stany Zjednoczone | 88,0  | 95,5  | 95,5  |
| 21. | Michaela Doleželová        | Czechy            | 87,0  | 94,5  | 94,5  |
| 22. | Urša Bogataj               | Słowenia          | 86,5  | 92,5  | 92,5  |
| 22. | Katharina Keil             | Austria           | 86,0  | 92,5  | 92,5  |
| 24. | Gyda Enger                 | Norwegia          | 85,5  | 91,0  | 91,0  |
| 25. | Eva Logar                  | Słowenia          | 85,0  | 89,0  | 89,0  |
| 26. | Ramona Straub              | Niemcy            | 83,5  | 86,0  | 86,0  |
| 26. | Sabrina Windmüller         | Szwajcaria        | 84,5  | 86,0  | 86,0  |
| 28. | Silje Sprakehaug           | Norwegia          | 82,0  | 83,0  | 83,0  |
| 29. | Line Jahr                  | Norwegia          | 81,0  | 81,5  | 81,5  |
| 30. | Anette Sagen               | Norwegia          | 81,5  | 80,0  | 80,0  |
| 30. | Wendy Vuik                 | Holandia          | 80,5  | 80,0  | 80,0  |
| 32. | Vladěna Pustková           | Czechy            | 80,0  | 79,5  | 79,5  |
| 33. | Verena Pock                | Austria           | 80,5  | 79,0  | 79,0  |
| 34. | Bigna Windmüller           | Szwajcaria        | 79,5  | 77,5  | 77,5  |
| 34. | Sonja Schoitsch            | Austria           | 81,0  | 77,5  | 77,5  |
| 36. | Julia Clair                | Francja           | 80,5  | 77,0  | 77,0  |
| 37. | Veronika Zobel             | Niemcy            | 79,0  | 76,0  | 76,0  |
| 38. | Svenja Würth               | Niemcy            | 78,5  | 75,5  | 75,5  |
| 39. | Cornelia Roider            | Austria           | 78,5  | 73,0  | 73,0  |
| 40. | Manja Pograjc              | Słowenia          | 77,5  | 68,5  | 68,5  |
| 41. | Sarah Pöppel               | Niemcy            | 75,5  | 67,5  | 67,5  |
| 42. | Lucienne Höppner           | Niemcy            | 76,0  | 66,5  | 66,5  |
| 43. | Taylor Henrich             | Kanada            | 74,5  | 63,5  | 63,5  |
| 44. | Charlotte Mitchell         | Kanada            | 73,5  | 62,0  | 62,0  |
| 45. | Ma Tong                    | Chiny             | 74,0  | 61,5  | 61,5  |
| 46. | Lucie Míková               | Czechy            | 72,0  | 60,0  | 60,0  |
| 47. | Irina Taktajewa            | Rosja             | 70,5  | 58,0  | 58,0  |
| 48. | Melanie Häckert            | Niemcy            | 65,5  | 43,0  | 43,0  |
| 49. | Nina Lussi                 | Stany Zjednoczone | 66,0  | 42,0  | 42,0  |
| 50. | Li Xueyao                  | Chiny             | 64,5  | 39,0  | 39,0  |
| 51. | Cui Linlin                 | Chiny             | 57,0  | 23,5  | 23,5  |
| 52. | Ji Cheng                   | Chiny             | 55,5  | 21,0  | 21,0  |

### Braunlage

#### Pierwszy konkurs (indywidualny)

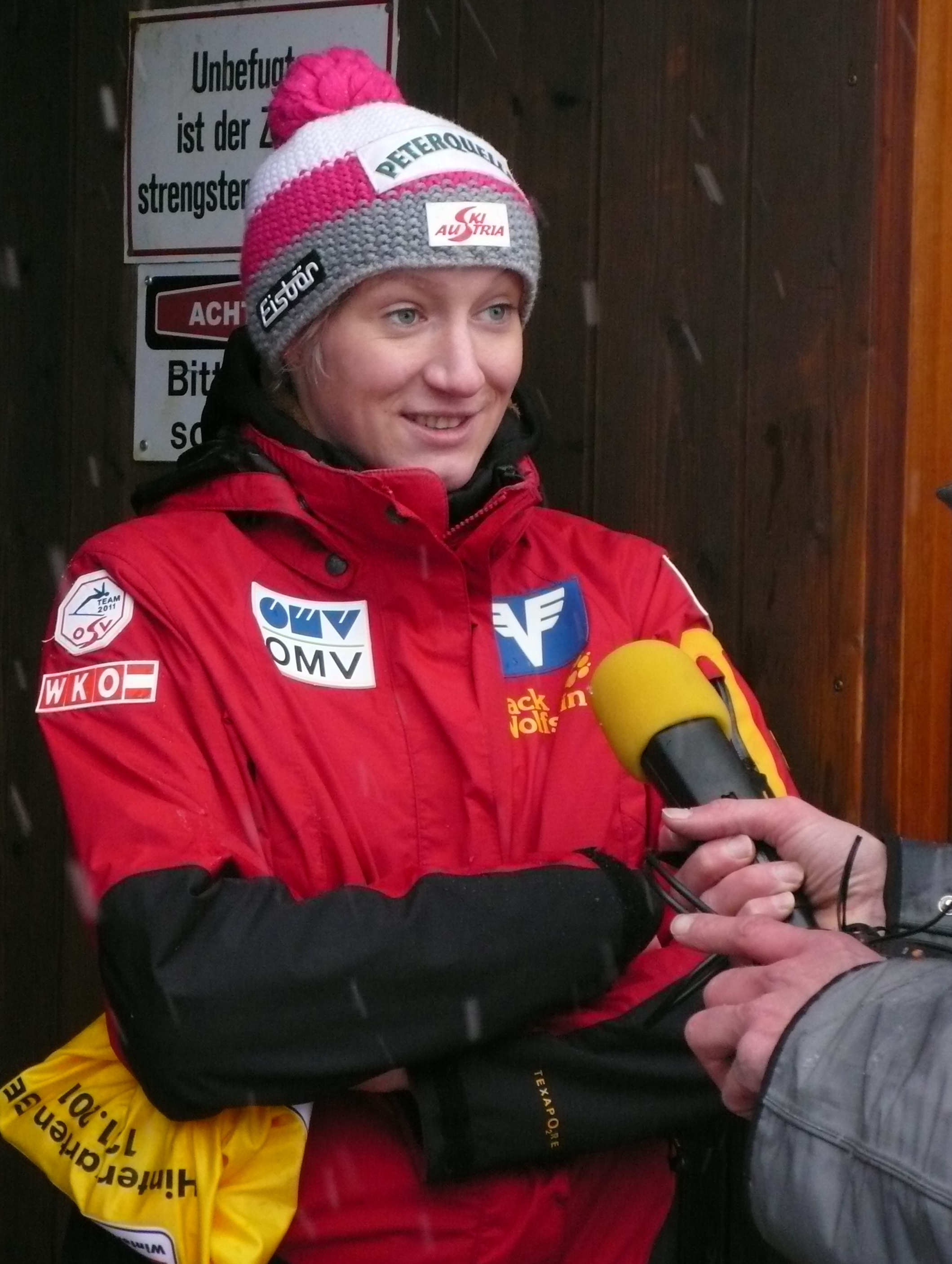
Daniela Iraschko – zwyciężczyni pierwszego i drugiego konkursu indywidualnego w Schonach i Hinterzarten, druga zawodniczka klasyfikacji generalnej turnieju oraz zwyciężczyni klasyfikacji łącznej Pucharu Kontynentalnego w sezonie 2009/2010 i 2010/2011.

Trzy dni po drugim konkursie indywidualnym w Hinterzarten, przeprowadzony został czwarty indywidualny konkurs FLWT, na skoczni Wurmbergschanze (K-90). W pierwszej serii ośmiu zawodniczkom udało się uzyskać odległość powyżej, bądź równą 80 metrów. Pierwszą która tego dokonała była skacząca z numerem 16 Szwajcarka Sabrina Windmüller (81,0 m). Najdalej skoczyła Coline Mattel (97,5 m), przy notach punktowych po 17 punktów. Drugą odległość serii uzyskała Daniela Iraschko (90,0 m), przy lepszych notach za styl niż Francuzka, dzięki czemu strata punktowa wynosiła 11,5 punktu. Dwa i pół metra gorszy rezultat uzyskała Austriaczka Jacqueline Seifriedsberger, lecz strata do Francuzki wynosiła już 18,5 punktu. Notę łączną powyżej 100 punktów uzyskały jeszcze dwie zawodniczki: Juliane Seyfarth (104,0 punkty) i Eva Logar (101,5 punktu). Na prowadzeniu po pierwszej serii była Mattel o 11,5 punktu przed Iraschko i 18,5 przed Seifriedsberger.
W serii finałowej wystartowało trzydzieści zawodniczek, spośród których jedna osiągnęła odległość powyżej punktu konstrukcyjnego umieszczonego na 90 metrze. Najdalej w drugiej serii lądowała prowadząca po pierwszej serii Coline Mattel, która skoczyła na 96,5 metra. Sklasyfikowane za nią Daniela Iraschko, Jacqueline Seifriedsberger i Juliane Seyfarth uzyskały odpowiednio 86,5, 82,0 i 82,5 metry. Żadnej z nich nie udało się wyprzedzić Francuzki. Drugą notę finałowej serii uzyskała Amerykanka Lindsey Van (86,5 m), co pozwoliło jej na awans o dwie pozycje w stosunku do pierwszej serii. Zwyciężczynią konkursu została zatem Mattel, z przewagą 36,5 punktu nad Iraschko, i 50,5 nad Seifriedsberger.
Ze startu zrezygnowały Chinki Chang Xinyue i Zhang Qiuyue oraz Niemka Anna Rupprecht.
Zawodniczki w pierwszej i drugiej serii skakały z szóstej belki startowej. Podczas zawodów było pochmurnie, temperatura powietrza wynosiła 2,1 °C, a temperatura śniegu 0,0 °C. 

##### Wyniki zawodów (15.01.2011)
| 1.  | Coline Mattel              | Francja           | 97,5 | 126,0 | 96,5 | 129,0 | 255,0 |
| 2.  | Daniela Iraschko           | Austria           | 90,0 | 114,5 | 86,5 | 104,0 | 218,5 |
| 3.  | Jacqueline Seifriedsberger | Austria           | 87,5 | 107,5 | 82,0 | 97,0  | 204,5 |
| 4.  | Juliane Seyfarth           | Niemcy            | 85,0 | 104,0 | 82,5 | 98,0  | 202,0 |
| 5.  | Melanie Faißt              | Niemcy            | 82,0 | 94,5  | 86,5 | 104,0 | 198,5 |
| 6.  | Jessica Jerome             | Stany Zjednoczone | 83,5 | 98,5  | 83,5 | 98,5  | 197,0 |
| 7.  | Lindsey Van                | Stany Zjednoczone | 78,5 | 88,5  | 86,5 | 105,5 | 194,0 |
| 8.  | Eva Logar                  | Słowenia          | 85,0 | 101,5 | 80,5 | 92,0  | 193,5 |
| 9.  | Anna Häfele                | Niemcy            | 77,5 | 85,5  | 86,0 | 103,5 | 189,0 |
| 10. | Abby Hughes                | Stany Zjednoczone | 77,5 | 82,5  | 85,5 | 103,0 | 185,5 |
| 11. | Carina Vogt                | Niemcy            | 76,5 | 83,0  | 82,5 | 95,5  | 178,5 |
| 12. | Sabrina Windmüller         | Szwajcaria        | 81,0 | 93,0  | 78,0 | 85,0  | 178,0 |
| 13. | Taylor Henrich             | Kanada            | 75,5 | 80,5  | 79,0 | 86,5  | 167,0 |
| 14. | Alissa Johnson             | Stany Zjednoczone | 71,5 | 70,0  | 78,0 | 85,0  | 155,0 |
| 15. | Michaela Doleželová        | Czechy            | 70,5 | 69,5  | 77,5 | 85,0  | 154,5 |
| 16. | Wendy Vuik                 | Holandia          | 76,5 | 81,0  | 73,0 | 73,0  | 154,0 |
| 17. | Svenja Würth               | Niemcy            | 71,0 | 70,0  | 74,0 | 74,0  | 144,0 |
| 18. | Vladěna Pustková           | Czechy            | 69,5 | 65,0  | 75,0 | 78,0  | 143,0 |
| 19. | Ulrike Gräßler             | Niemcy            | 75,5 | 79,0  | 69,5 | 63,5  | 142,5 |
| 20. | Jenna Mohr                 | Niemcy            | 70,5 | 70,5  | 71,5 | 71,5  | 142,0 |
| 21. | Anja Tepeš                 | Słowenia          | 67,5 | 59,5  | 76,5 | 81,5  | 141,0 |
| 22. | Charlotte Mitchell         | Kanada            | 71,5 | 69,5  | 67,5 | 62,0  | 131,5 |
| 23. | Lucie Míková               | Czechy            | 70,0 | 67,5  | 65,5 | 57,5  | 125,0 |
| 24. | Ramona Straub              | Niemcy            | 69,5 | 65,0  | 66,0 | 59,0  | 124,0 |
| 25. | Aleksandra Kustowa         | Rosja             | 59,0 | 40,0  | 67,0 | 58,0  | 98,0  |
| 26. | Julia Clair                | Francja           | 64,0 | 52,0  | 61,5 | 43,0  | 95,0  |
| 27. | Ma Tong                    | Chiny             | 58,0 | 37,0  | 65,0 | 52,0  | 89,0  |
| 28. | Sofja Tichonowa            | Rosja             | 62,0 | 46,5  | 58,0 | 40,0  | 86,5  |
| 29. | Irina Taktajewa            | Rosja             | 64,0 | 54,0  | 56,5 | 32,0  | 86,0  |
| 30. | Anastasija Wieszczikowa    | Rosja             | 59,0 | 42,0  | 60,0 | 37,0  | 79,0  |
| 31. | Li Xueyao                  | Chiny             | 58,0 | 35,5  | –    | –     | 35,5  |
| 32. | Ji Cheng                   | Chiny             | 52,0 | 25,0  | –    | –     | 25,0  |
| 33. | Cui Linlin                 | Chiny             | 52,5 | 21,5  | –    | –     | 21,5  |

#### Drugi konkurs (indywidualny)

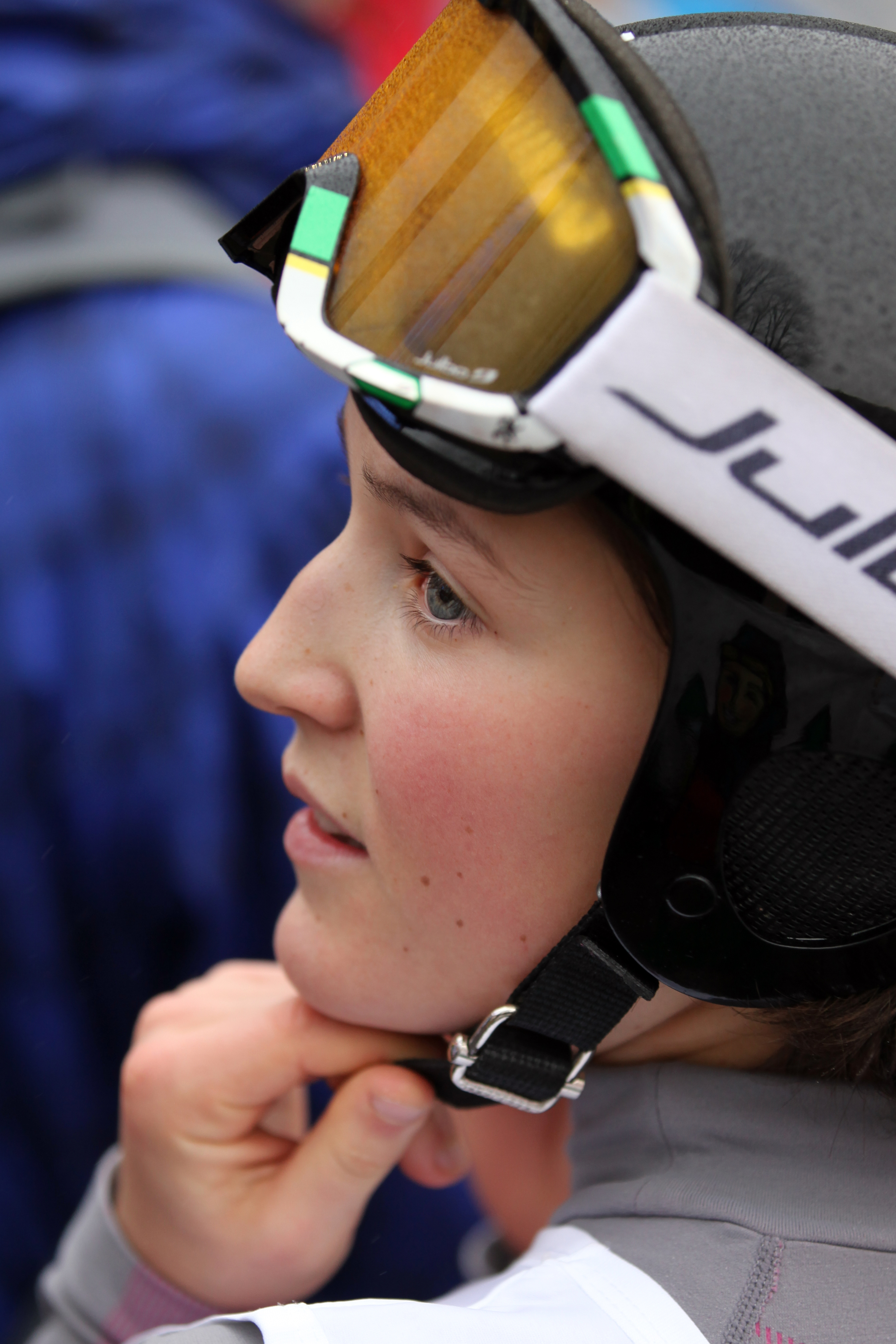
Coline Mattel – zwyciężczyni trzech ostatnich indywidualnych konkursów, klasyfikacji łącznej turnieju oraz druga zawodniczka klasyfikacji generalnej Pucharu Kontynentalnego w sezonie 2010/2011.

Nazajutrz pierwszego konkursu indywidualnego w Braunlage, przeprowadzony został piąty indywidualny konkurs FLWT, na skoczni Wurmbergschanze (K-90). W pierwszej serii żadnej zawodniczce nie udało się, uzyskać odległość powyżej punktu konstrukcyjnego, umieszczonego na 90 metrze. Najbliżej osiągnięcia tego celu była Daniela Iraschko która skoczyła 87,5 metra, przy notach punktowych po 18,0 punktów. Drugą odległość serii uzyskała Melanie Faißt (87,0 m), przy słabszych notach za styl niż Iraschko. Pół metra gorszy rezultat uzyskała Francuzka Coline Mattel, lecz dzięki stylowo lepszemu skokowi uzyskała lepszą notę niż Niemka o dwa punkty. Na prowadzeniu po pierwszej serii była Iraschko, o 1,5 punktu przed Mattel, i o 3,5 przed Faißt.
W serii finałowej, dwunastu zawodniczkom udało się uzyskać odległość powyżej 80 metrów. Pierwszą która tego dokonała była skacząca jako dziesiąta Anja Tepeš (82,5 m). Dzięki temu skokowi awansowała z dwudziestej pierwszej pozycji, na czternastą w klasyfikacji końcowej konkursu na skoczni Wurmbergschanze. Odległościowo nieco lepszy rezultat uzyskała, plasująca się na dziewiątym miejscu Jessica Jerome (84,0 m). Skacząca tuż po niej Lindsey Van, uzyskała 86,0 metrów, i awansowała w klasyfikacji na szóste miejsce. Dopiero druga po pierwszej serii Daniela Iraschko, uzyskała lepszą odległość niż Amerykanka. Skok na 93,5 metra pozwolił jej na powiększenie przewagi nad kolejnymi zawodniczkami. Metr lepszą odległość uzyskała prowadząca po pierwszej serii Coline Mattel, przy dużo lepszych notach za styl (5,0 punktów więcej niż Austriaczka). Dzięki dobrym notom udało się jej nadrobić 1,5 punktu straty z pierwszej serii, i to właśnie Francuzka wygrała konkurs o 5,5 punktu przed Iraschko. Trzecia była Niemka Faißt (24,5 punktu straty do zwyciężczyni).
Z konkursu została zdyskwalifikowana Rosjanka Aleksandra Kustowa.
Ze startu zrezygnowała Chinka Zhang Qiuyue.
Zawodniczki w pierwszej serii skakały z szóstej belki startowej, a w drugiej z siódmej. Podczas zawodów występowało częściowe zachmurzenie, temperatura powietrza wynosiła 1,5 °C, a temperatura śniegu –0,5 °C.

##### Wyniki zawodów (16.01.2011)
| 1.  | Coline Mattel              | Francja           | 86,5 | 107,5 | 94,5 | 126,5 | 234,0 |
| 2.  | Daniela Iraschko           | Austria           | 87,5 | 109,0 | 93,5 | 119,5 | 228,5 |
| 3.  | Melanie Faißt              | Niemcy            | 87,0 | 105,5 | 85,5 | 104,0 | 209,5 |
| 4.  | Juliane Seyfarth           | Niemcy            | 83,5 | 101,0 | 85,0 | 104,0 | 205,0 |
| 5.  | Eva Logar                  | Słowenia          | 85,5 | 100,5 | 85,0 | 99,5  | 200,0 |
| 6.  | Lindsey Van                | Stany Zjednoczone | 81,0 | 94,5  | 86,0 | 104,5 | 199,0 |
| 6.  | Jacqueline Seifriedsberger | Austria           | 82,0 | 96,5  | 85,0 | 102,5 | 199,0 |
| 8.  | Jessica Jerome             | Stany Zjednoczone | 80,5 | 93,0  | 84,0 | 99,5  | 192,5 |
| 9.  | Alissa Johnson             | Stany Zjednoczone | 82,0 | 95,5  | 81,5 | 92,5  | 188,0 |
| 10. | Sabrina Windmüller         | Szwajcaria        | 80,5 | 92,0  | 80,0 | 87,5  | 179,5 |
| 11. | Anna Häfele                | Niemcy            | 78,0 | 84,0  | 81,0 | 93,0  | 177,0 |
| 12. | Abby Hughes                | Stany Zjednoczone | 74,5 | 76,0  | 82,0 | 93,0  | 169,0 |
| 13. | Carina Vogt                | Niemcy            | 77,5 | 85,0  | 76,5 | 83,0  | 168,0 |
| 14. | Anja Tepeš                 | Słowenia          | 72,0 | 72,0  | 82,5 | 95,5  | 167,5 |
| 15. | Anna Rupprecht             | Niemcy            | 78,5 | 85,0  | 77,0 | 81,5  | 166,5 |
| 16. | Michaela Doleželová        | Czechy            | 75,0 | 79,5  | 76,5 | 83,5  | 163,0 |
| 17. | Vladěna Pustková           | Czechy            | 76,0 | 80,0  | 74,5 | 77,5  | 157,5 |
| 18. | Jenna Mohr                 | Niemcy            | 74,5 | 78,0  | 73,5 | 77,0  | 155,0 |
| 19. | Taylor Henrich             | Kanada            | 74,0 | 77,5  | 73,5 | 76,0  | 153,5 |
| 20. | Ramona Straub              | Niemcy            | 75,0 | 79,5  | 71,0 | 71,0  | 150,5 |
| 21. | Wendy Vuik                 | Holandia          | 70,0 | 67,0  | 75,5 | 80,5  | 147,5 |
| 22. | Lucie Míková               | Czechy            | 75,0 | 78,0  | 70,5 | 66,0  | 144,0 |
| 23. | Svenja Würth               | Niemcy            | 67,0 | 61,5  | 71,0 | 70,0  | 131,5 |
| 24. | Charlotte Mitchell         | Kanada            | 69,0 | 63,0  | 71,0 | 67,5  | 130,5 |
| 25. | Ulrike Gräßler             | Niemcy            | 70,5 | 66,5  | 69,0 | 61,5  | 128,0 |
| 26. | Julia Clair                | Francja           | 66,5 | 59,5  | 69,0 | 63,5  | 123,0 |
| 27. | Irina Taktajewa            | Rosja             | 62,5 | 50,0  | 68,5 | 63,5  | 113,5 |
| 28. | Ma Tong                    | Chiny             | 64,5 | 51,5  | 68,5 | 61,0  | 112,5 |
| 29. | Sofja Tichonowa            | Rosja             | 64,0 | 53,0  | 63,0 | 49,5  | 102,5 |
| 30. | Anastasija Wieszczikowa    | Rosja             | 60,5 | 43,0  | 62,5 | 46,0  | 89,0  |
| 31. | Li Xueyao                  | Chiny             | 58,5 | 37,5  | –    | –     | 37,5  |
| 32. | Chang Xinyue               | Chiny             | 51,0 | 19,5  | –    | –     | 19,5  |
| 33. | Cui Linlin                 | Chiny             | 50,0 | 19,0  | –    | –     | 19,0  |
| 34. | Ji Cheng                   | Chiny             | 45,0 | 8,5   | –    | –     | 8,5   |

## Klasyfikacja generalna turnieju

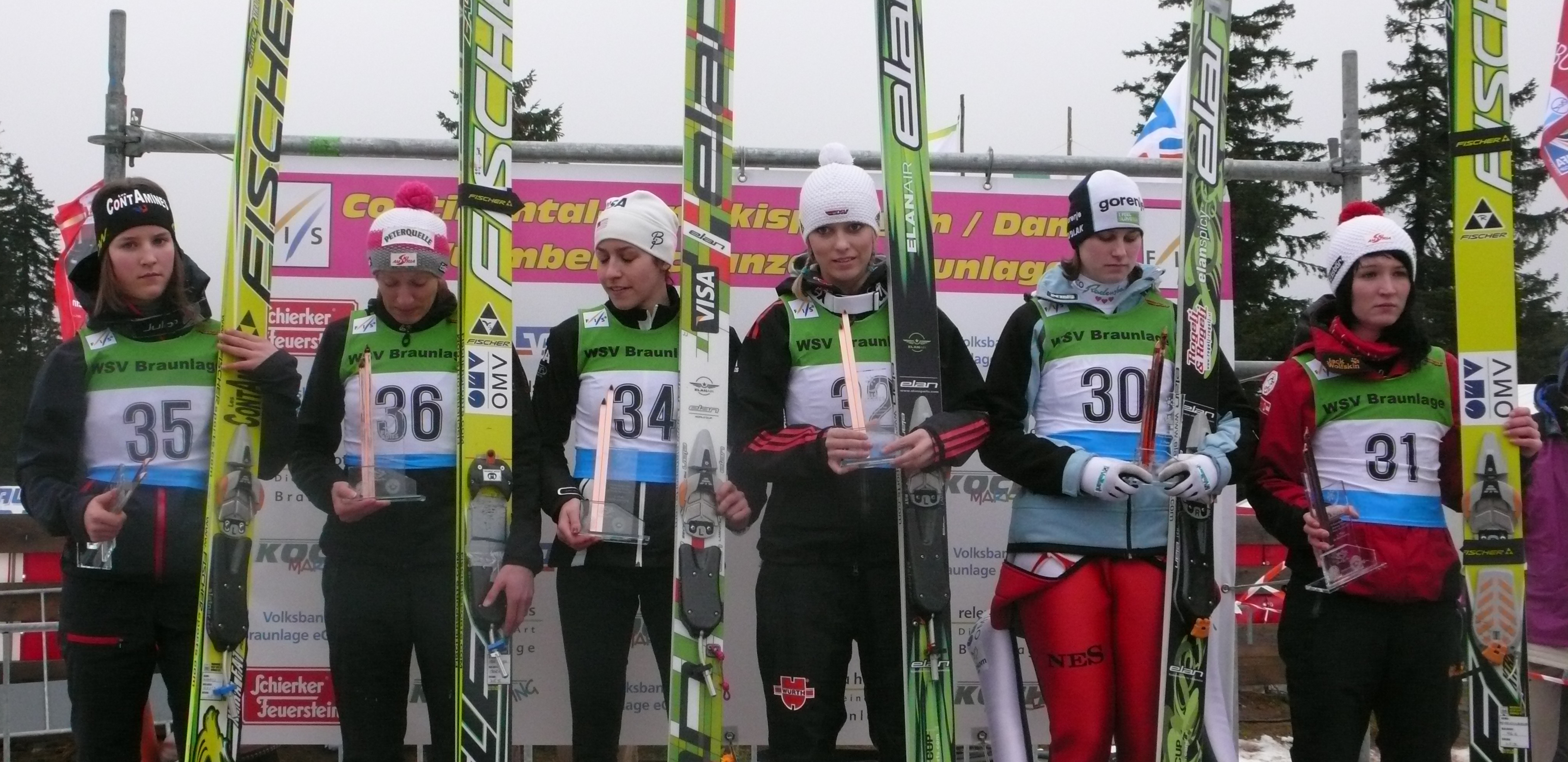
Sześć czołowych zawodniczek Klasyfikacji generalnej FLWT 2011.

Poniżej znajduje się końcowa klasyfikacja FIS Ladies Winter Tournee 2011 po przeprowadzeniu pięciu konkursów. Łącznie, w tej edycji FIS Ladies Winter Tournee sklasyfikowanych zostały 62 zawodniczki z czternastu państw.
| Miejsce | Zawodniczka                | Schonach   | Hinterzarten | Hinterzarten | Braunlage  | Braunlage  | Punkty | Strata do liderki |
| ------- | -------------------------- | ---------- | ------------ | ------------ | ---------- | ---------- | ------ | ----------------- |
| 01.     | Coline Mattel              | 235,8 (2)  | 245,5 (2)    | 130,0 (1)    | 255,0 (1)  | 234,0 (1)  | 1100,3 | 0–                |
| 02.     | Daniela Iraschko           | 239,6 (1)  | 268,5 (1)    | 121,5 (2)    | 218,5 (2)  | 228,5 (2)  | 1076,6 | 023,7             |
| 03.     | Jessica Jerome             | 227,9 (4)  | 231,0 (4)    | 113,0 (4)    | 197,0 (6)  | 192,5 (8)  | 961,4  | 0138,9            |
| 04.     | Melanie Faißt              | 231,9 (3)  | 210,0 (8)    | 107,0 (9)    | 198,5 (5)  | 209,5 (3)  | 956,9  | 0143,4            |
| 05.     | Eva Logar                  | 222,7 (6)  | 234,0 (3)    | 089,0 (25)   | 193,5 (8)  | 200,0 (5)  | 939,2  | 0161,1            |
| 06.     | Jacqueline Seifriedsberger | 206,6 (8)  | 217,0 (7)    | 109,0 (5)    | 204,5 (3)  | 199,0 (6)  | 936,1  | 0164,2            |
| 07.     | Lindsey Van                | 222,9 (5)  | 198,5 (12)   | 116,5 (3)    | 194,0 (7)  | 199,0 (6)  | 930,9  | 0169,4            |
| 08.     | Anna Häfele                | 187,7 (17) | 179,5 (16)   | 104,0 (11)   | 189,0 (9)  | 177,0 (11) | 837,2  | 0263,1            |
| 09.     | Carina Vogt                | 199,3 (11) | 187,5 (15)   | 097,5 (17)   | 178,5 (11) | 168,0 (13) | 830,8  | 0269,5            |
| 10.     | Anja Tepeš                 | 184,6 (20) | 219,5 (6)    | 099,0 (15)   | 141,0 (21) | 167,5 (14) | 811,6  | 0288,7            |
| 11      | Abby Hughes                | 178,6 (24) | 170,5 (22)   | 095,5 (20)   | 185,5 (10) | 169,0 (12) | 799,1  | 0301,2            |
| 12.     | Alissa Johnson             | 182,8 (22) | 164,0 (25)   | 101,5 (13)   | 155,0 (14) | 188,0 (9)  | 791,3  | 0309,0            |
| 13.     | Sabrina Windmüller         | 158,4 (30) | 176,0 (19)   | 086,0 (26)   | 178,0 (12) | 179,5 (10) | 777,9  | 0322,4            |
| 14.     | Jenna Mohr                 | 193,2 (13) | 178,0 (17)   | 107,5 (7)    | 142,0 (20) | 155,0 (18) | 775,7  | 0324,6            |
| 15.     | Michaela Doleželová        | 167,3 (28) | 166,5 (23)   | 094,5 (21)   | 154,5 (15) | 163,0 (16) | 745,8  | 0354,5            |
| 16.     | Vladěna Pustková           | 198,1 (12) | 157,5 (29)   | 079,0 (32)   | 143,0 (18) | 157,5 (17) | 735,6  | 0364,7            |
| 17.     | Juliane Seyfarth           |            | 202,0 (11)   | 105,5 (10)   | 202,0 (4)  | 205,0 (4)  | 714,5  | 0385,8            |
| 18.     | Ramona Straub              | 181,9 (23) | 165,5 (24)   | 086,0 (26)   | 124,0 (24) | 150,5 (20) | 707,9  | 0392,4            |
| 19.     | Anna Rupprecht             | 201,3 (10) | 196,5 (13)   | 098,0 (16)   |            | 166,5 (15) | 662,3  | 0438,0            |
| 20.     | Wendy Vuik                 | 185,0 (19) | 069,5 (38)   | 080,0 (30)   | 154,0 (16) | 147,5 (21) | 636,0  | 0464,3            |
| 21.     | Ulrike Gräßler             | 075,1 (37) | 162,0 (26)   | 101,5 (13)   | 142,5 (19) | 128,0 (25) | 609,1  | 0491,2            |
| 22.     | Svenja Würth               | 082,4 (31) | 155,0 (30)   | 075,5 (38)   | 144,0 (17) | 131,5 (23) | 588,4  | 0511,9            |
| 23.     | Maja Vtič                  | 191,8 (14) | 221,5 (5)    | 109,0 (5)    |            |            | 522,3  | 0578,0            |
| 24.     | Špela Rogelj               | 204,9 (9)  | 209,5 (9)    | 107,5 (7)    |            |            | 521,9  | 0578,4            |
| 25.     | Maren Lundby               | 189,7 (16) | 203,0 (10)   | 104,0 (11)   |            |            | 496,7  | 0603,6            |
| 26.     | Taylor Henrich             |            | 079,0 (31)   | 063,5 (43)   | 167,0 (13) | 153,5 (19) | 463,0  | 0637,3            |
| 27.     | Charlotte Mitchell         | 059,6 (42) | 064,0 (42)   | 062,0 (44)   | 131,5 (22) | 130,5 (24) | 447,6  | 0652,7            |
| 28.     | Urša Bogataj               | 178,2 (25) | 171,0 (21)   | 092,5 (22)   |            |            | 441,7  | 0658,6            |
| 29.     | Katharina Keil             | 175,0 (26) | 161,0 (27)   | 092,5 (22)   |            |            | 428,5  | 0671,8            |
| 30.     | Cornelia Roider            | 161,6 (29) | 177,5 (18)   | 073,0 (39)   |            |            | 412,1  | 0688,2            |
| 31.     | Lucie Míková               |            | 072,5 (35)   | 060,0 (46)   | 125,0 (23) | 144,0 (22) | 401,5  | 0698,8            |
| 32.     | Irina Taktajewa            | 061,7 (41) | 076,0 (34)   | 058,0 (47)   | 086,0 (29) | 113,5 (27) | 395,2  | 0705,1            |
| 33.     | Ma Tong                    | 054,5 (44) | 050,0 (45)   | 061,5 (45)   | 089,0 (27) | 112,5 (28) | 367,5  | 0732,8            |
| 34.     | Julia Kykkänen             | 190,9 (15) | 070,0 (37)   | 096,5 (18)   |            |            | 357,4  | 0742,9            |
| 35.     | Line Jahr                  | 080,3 (33) | 189,5 (14)   | 081,5 (29)   |            |            | 351,3  | 0749,0            |
| 36.     | Gyda Enger                 | 081,2 (32) | 174,5 (20)   | 091,0 (24)   |            |            | 346,7  | 0753,6            |
| 37.     | Julia Clair                |            | 049,0 (46)   | 077,0 (36)   | 095,0 (26) | 123,0 (26) | 344,0  | 0756,3            |
| 38.     | Anette Sagen               | 183,1 (21) | 077,5 (32)   | 080,0 (30)   |            |            | 340,6  | 0759,7            |
| 39.     | Bigna Windmüller           | 077,6 (35) | 160,0 (28)   | 077,5 (34)   |            |            | 315,1  | 0785,2            |
| 40.     | Sonja Schoitsch            | 070,4 (38) | 076,5 (33)   | 077,5 (34)   |            |            | 224,4  | 0875,9            |
| 41.     | Verena Pock                | 078,8 (34) | 065,5 (40)   | 079,0 (33)   |            |            | 223,3  | 0877,0            |
| 42.     | Silje Sprakehaug           | 075,3 (36) | 062,5 (43)   | 083,0 (28)   |            |            | 220,8  | 0879,5            |
| 43.     | Evelyn Insam               | 208,6 (7)  |              |              |            |            | 208,6  | 0891,7            |
| 44.     | Manja Pograjc              | 066,4 (39) | 065,0 (41)   | 068,5 (40)   |            |            | 199,9  | 0900,4            |
| 45.     | Sofja Tichonowa            |            |              |              | 086,5 (28) | 102,5 (29) | 189,0  | 0911,3            |
| 46.     | Elena Runggaldier          | 187,7 (17) |              |              |            |            | 187,7  | 0912,6            |
| 47.     | Li Xueyao                  | 037,0 (46) | 031,5 (49)   | 039,0 (50)   | 035,5 (31) | 037,5 (31) | 180,5  | 0919,8            |
| 48.     | Nina Lussi                 | 064,4 (40) | 066,0 (39)   | 042,0 (49)   |            |            | 172,4  | 0927,9            |
| 49.     | Léa Lemare                 | 170,4 (27) |              |              |            |            | 170,4  | 0929,9            |
| 50.     | Katharina Althaus          |            | 072,0 (36)   | 096,0 (19)   |            |            | 168,0  | 0932,3            |
| 50.     | Anastasija Wieszczikowa    |            |              |              | 079,0 (30) | 089,0 (30) | 168,0  | 0932,3            |
| 52.     | Veronika Zobel             |            | 061,0 (44)   | 076,0 (37)   |            |            | 137,0  | 0963,3            |
| 53.     | Sarah Pöppel               |            | 046,5 (47)   | 067,5 (41)   |            |            | 114,0  | 0986,3            |
| 54.     | Lucienne Höppner           |            | 037,5 (48)   | 066,5 (42)   |            |            | 104,0  | 0996,3            |
| 55.     | Aleksandra Kustowa         |            |              |              | 098,0 (25) |            | 098,0  | 1002,3            |
| 56.     | Ji Cheng                   | 023,2 (48) | 019,0 (51)   | 021,0 (52)   | 025,0 (32) | 08,5 (34)  | 096,7  | 1003,6            |
| 57.     | Cui Linlin                 | 09,8 (49)  | 014,0 (52)   | 023,5 (51)   | 021,5 (33) | 019,0 (33) | 087,8  | 1012,5            |
| 58.     | Melanie Häckert            |            | 028,0 (50)   | 043,0 (48)   |            |            | 071,0  | 1029,3            |
| 59.     | Roberta D'Agostina         | 055,5 (43) |              |              |            |            | 055,5  | 1044,8            |
| 60.     | Barbara Stuffer            | 046,3 (45) |              |              |            |            | 046,3  | 1054,0            |
| 61.     | Lara Thomae                | 032,0 (47) |              |              |            |            | 032,0  | 1068,3            |
| 62.     | Chang Xinyue               |            |              |              |            | 019,5 (32) | 019,5  | 1080,8            |

## Składy reprezentacji
Poniższa tabela zawiera składy wszystkich dziewięciu reprezentacji, które uczestniczyły w FIS Ladies Winter Tournee 2011. W nawiasie obok nazwy kraju podana została liczba zawodniczek z poszczególnych państw. W tabeli przedstawiono wyniki zajmowane przez zawodniczki we wszystkich konkursach oraz miejsca w poprzedniej edycji turnieju.
| Zawodniczka                | Data urodzenia       | Miejsce w FLWT 2010 | Starty w FLWT 2011 | Starty w FLWT 2011 | Starty w FLWT 2011 | Starty w FLWT 2011 | Starty w FLWT 2011 | Źródło |
| Zawodniczka                | Data urodzenia       | Miejsce w FLWT 2010 | Schonach           | Hinterzarten       | Hinterzarten       | Braunlage          | Braunlage          | Źródło |
| -------------------------- | -------------------- | ------------------- | ------------------ | ------------------ | ------------------ | ------------------ | ------------------ | ------ |
| Austria (6)                |                      |                     |                    |                    |                    |                    |                    |        |
| Daniela Iraschko           | 21 listopada 1983    | 1                   | 1                  | 1                  | 2                  | 2                  | 2                  | [ 31 ] |
| Katharina Keil             | 19 kwietnia 1993     | 41                  | 26                 | 27                 | 22                 | –                  | –                  | [ 32 ] |
| Verena Pock                | 6 grudnia 1993       | 58                  | 34                 | 40                 | 33                 | –                  | –                  | [ 33 ] |
| Cornelia Roider            | 9 lipca 1994         | 32                  | 29                 | 18                 | 39                 | –                  | –                  | [ 34 ] |
| Sonja Schoitsch            | 5 lutego 1997        | –                   | 38                 | 33                 | 34                 | –                  | –                  | [ 35 ] |
| Jacqueline Seifriedsberger | 20 stycznia 1991     | 7                   | 8                  | 7                  | 5                  | 3                  | 6                  | [ 36 ] |
| Chiny (5)                  |                      |                     |                    |                    |                    |                    |                    |        |
| Chang Xinyue               | 13 lutego 1994       | –                   | –                  | –                  | –                  | –                  | 32                 | [ 37 ] |
| Cui Linlin                 | 27 kwietnia 1993     | –                   | 49                 | 52                 | 51                 | 33                 | 33                 | [ 38 ] |
| Ji Cheng                   | 10 sierpnia 1993     | –                   | 48                 | 51                 | 52                 | 32                 | 34                 | [ 39 ] |
| Li Xueyao                  | 11 kwietnia 1995     | –                   | 46                 | 49                 | 50                 | 31                 | 31                 | [ 40 ] |
| Ma Tong                    | 2 marca 1994         | –                   | 44                 | 45                 | 45                 | 27                 | 28                 | [ 41 ] |
| Czechy (3)                 |                      |                     |                    |                    |                    |                    |                    |        |
| Michaela Doleželová        | 12 lipca 1994        | 21                  | 28                 | 23                 | 21                 | 15                 | 16                 | [ 42 ] |
| Lucie Míková               | 21 września 1994     | 51                  | –                  | 35                 | 46                 | 23                 | 22                 | [ 43 ] |
| Vladěna Pustková           | 11 lipca 1992        | 39                  | 12                 | 29                 | 32                 | 18                 | 17                 | [ 44 ] |
| Finlandia (1)              |                      |                     |                    |                    |                    |                    |                    |        |
| Julia Kykkänen             | 17 kwietnia 1994     | 31                  | 15                 | 37                 | 18                 | –                  | –                  | [ 45 ] |
| Francja (3)                |                      |                     |                    |                    |                    |                    |                    |        |
| Julia Clair                | 20 marca 1994        | 26                  | –                  | 46                 | 36                 | 26                 | 26                 | [ 46 ] |
| Léa Lemare                 | 21 czerwca 1996      | 36                  | 27                 | –                  | –                  | –                  | –                  | [ 47 ] |
| Coline Mattel              | 3 listopada 1995     | 8                   | 2                  | 2                  | 1                  | 1                  | 1                  | [ 48 ] |
| Holandia (2)               |                      |                     |                    |                    |                    |                    |                    |        |
| Lara Thomae                | 29 kwietnia 1993     | 45                  | 47                 | –                  | –                  | –                  | –                  | [ 49 ] |
| Wendy Vuik                 | 25 listopada 1988    | 59                  | 19                 | 38                 | 30                 | 16                 | 21                 | [ 50 ] |
| Kanada (2)                 |                      |                     |                    |                    |                    |                    |                    |        |
| Taylor Henrich             | 1 listopada 1995     | –                   | –                  | 31                 | 43                 | 13                 | 19                 | [ 51 ] |
| Charlotte Mitchell         | 23 sierpnia 1994     | –                   | 42                 | 42                 | 44                 | 22                 | 24                 | [ 52 ] |
| Niemcy (14)                |                      |                     |                    |                    |                    |                    |                    |        |
| Katharina Althaus          | 23 maja 1996         | 49                  | –                  | 36                 | 19                 | –                  | –                  | [ 53 ] |
| Melanie Faißt              | 12 lutego 1990       | 12                  | 3                  | 8                  | 9                  | 5                  | 3                  | [ 54 ] |
| Ulrike Gräßler             | 17 maja 1987         | 3                   | 37                 | 26                 | 13                 | 19                 | 25                 | [ 55 ] |
| Melanie Häckert            | 2 września 1994      | 46                  | –                  | 50                 | 48                 | –                  | –                  | [ 56 ] |
| Anna Häfele                | 26 czerwca 1989      | 30                  | 17                 | 16                 | 11                 | 9                  | 11                 | [ 57 ] |
| Lucienne Höppner           | 20 lipca 1994        | 48                  | –                  | 48                 | 42                 | –                  | –                  | [ 58 ] |
| Jenna Mohr                 | 15 kwietnia 1987     | 17                  | 13                 | 17                 | 7                  | 20                 | 4                  | [ 59 ] |
| Sarah Pöppel               | 3 marca 1994         | 56                  | –                  | 47                 | 41                 | –                  | –                  | [ 60 ] |
| Anna Rupprecht             | 29 grudnia 1996      | 43                  | 10                 | 13                 | 16                 | –                  | 15                 | [ 61 ] |
| Juliane Seyfarth           | 19 lutego 1990       | 10                  | –                  | 11                 | 10                 | 4                  | 4                  | [ 62 ] |
| Ramona Straub              | 19 września 1993     | 18                  | 23                 | 24                 | 26                 | 24                 | 20                 | [ 63 ] |
| Carina Vogt                | 5 lutego 1992        | 4                   | 11                 | 15                 | 17                 | 11                 | 13                 | [ 64 ] |
| Svenja Würth               | 20 sierpnia 1993     | 23                  | 31                 | 30                 | 38                 | 17                 | 23                 | [ 65 ] |
| Veronika Zobel             | 10 listopada 1994    | 61                  | –                  | 44                 | 37                 | –                  | –                  | [ 66 ] |
| Norwegia (5)               |                      |                     |                    |                    |                    |                    |                    |        |
| Gyda Enger                 | 14 stycznia 1993     | 24                  | 32                 | 20                 | 24                 | –                  | –                  | [ 67 ] |
| Line Jahr                  | 16 stycznia 1984     | 5                   | 33                 | 14                 | 29                 | –                  | –                  | [ 68 ] |
| Maren Lundby               | 7 września 1994      | 37                  | 16                 | 10                 | 11                 | –                  | –                  | [ 69 ] |
| Anette Sagen               | 10 stycznia 1985     | 2                   | 21                 | 32                 | 30                 | –                  | –                  | [ 70 ] |
| Silje Sprakehaug           | 4 lutego 1991        | –                   | 36                 | 43                 | 28                 | –                  | –                  | [ 71 ] |
| Rosja (4)                  |                      |                     |                    |                    |                    |                    |                    |        |
| Aleksandra Kustowa         | 26 sierpnia 1998     | –                   | –                  | –                  | –                  | 25                 | –                  | [ 72 ] |
| Irina Taktajewa            | 14 września 1991     | 47                  | 41                 | 34                 | 47                 | 29                 | 27                 | [ 73 ] |
| Sofja Tichonowa            | 16 listopada 1998    | –                   | –                  | –                  | –                  | 28                 | 29                 | [ 74 ] |
| Anastasija Wieszczikowa    | 28 lipca 1995        | –                   | –                  | –                  | –                  | 30                 | 30                 | [ 75 ] |
| Słowenia (6)               |                      |                     |                    |                    |                    |                    |                    |        |
| Urša Bogataj               | 7 marca 1995         | –                   | 25                 | 21                 | 22                 | –                  | –                  | [ 76 ] |
| Eva Logar                  | 8 marca 1991         | 13                  | 6                  | 3                  | 25                 | 8                  | 5                  | [ 77 ] |
| Manja Pograjc              | 20 stycznia 1994     | 33                  | 39                 | 41                 | 40                 | –                  | –                  | [ 78 ] |
| Špela Rogelj               | 8 listopada 1994     | 13                  | 9                  | 9                  | 7                  | –                  | –                  | [ 79 ] |
| Anja Tepeš                 | 27 lutego 1991       | 38                  | 20                 | 6                  | 15                 | 21                 | 14                 | [ 80 ] |
| Maja Vtič                  | 27 stycznia 1988     | –                   | 14                 | 5                  | 5                  | –                  | –                  | [ 81 ] |
| Stany Zjednoczone (5)      |                      |                     |                    |                    |                    |                    |                    |        |
| Abby Hughes                | 21 czerwca 1989      | 15                  | 24                 | 22                 | 20                 | 10                 | 12                 | [ 82 ] |
| Jessica Jerome             | 8 lutego 1987        | 6                   | 4                  | 4                  | 4                  | 6                  | 8                  | [ 83 ] |
| Alissa Johnson             | 28 maja 1987         | 10                  | 22                 | 25                 | 13                 | 14                 | 9                  | [ 84 ] |
| Nina Lussi                 | 29 marca 1994        | –                   | 40                 | 39                 | 49                 | –                  | –                  | [ 85 ] |
| Lindsey Van                | 27 listopada 1984    | –                   | 5                  | 12                 | 3                  | 7                  | 6                  | [ 86 ] |
| Szwajcaria (2)             |                      |                     |                    |                    |                    |                    |                    |        |
| Bigna Windmüller           | 27 lutego 1991       | 16                  | 35                 | 28                 | 34                 | –                  | –                  | [ 87 ] |
| Sabrina Windmüller         | 13 października 1987 | 28                  | 30                 | 19                 | 26                 | 12                 | 10                 | [ 88 ] |
| Włochy (4)                 |                      |                     |                    |                    |                    |                    |                    |        |
| Roberta D'Agostina         | 17 sierpnia 1991     | 29                  | 43                 | –                  | –                  | –                  | –                  | [ 89 ] |
| Evelyn Insam               | 10 lutego 1994       | 27                  | 7                  | –                  | –                  | –                  | –                  | [ 90 ] |
| Elena Runggaldier          | 10 lipca 1990        | 19                  | 17                 | –                  | –                  | –                  | –                  | [ 91 ] |
| Barbara Stuffer            | 7 września 1989      | 42                  | 45                 | –                  | –                  | –                  | –                  | [ 92 ] |

## Klasyfikacja Pucharu Kontynentalnego po zakończeniu turnieju
Po rozegraniu konkursów FIS Ladies Winter Tournee na prowadzeniu w Pucharze Kontynentalnym umocniła się Daniela Iraschko, która o 260 punktów wyprzedzała Coline Mattel i o 402 punkty – Jessicę Jerome. Poniżej znajduje się klasyfikacja generalna Pucharu Kontynentalnego po przeprowadzeniu jedenastu konkursów indywidualnych.
| Klasyfikacja generalna PK po FIS Ladies Winter Tournee | Klasyfikacja generalna PK po FIS Ladies Winter Tournee | Klasyfikacja generalna PK po FIS Ladies Winter Tournee | Klasyfikacja generalna PK po FIS Ladies Winter Tournee | Klasyfikacja generalna PK po FIS Ladies Winter Tournee |
| Miejsce                                                | Zawodniczka                                            | Reprezentacja                                          | Punkty                                                 | Strata do liderki                                      |
| ------------------------------------------------------ | ------------------------------------------------------ | ------------------------------------------------------ | ------------------------------------------------------ | ------------------------------------------------------ |
| 1.                                                     | Daniela Iraschko                                       | Austria                                                | 1000                                                   | –                                                      |
| 2.                                                     | Coline Mattel                                          | Francja                                                | 740                                                    | 260                                                    |
| 3.                                                     | Jessica Jerome                                         | Stany Zjednoczone                                      | 598                                                    | 402                                                    |
| 4.                                                     | Lindsey Van                                            | Stany Zjednoczone                                      | 519                                                    | 481                                                    |
| 5.                                                     | Melanie Faißt                                          | Niemcy                                                 | 495                                                    | 505                                                    |
| 6.                                                     | Jacqueline Seifriedsberger                             | Austria                                                | 401                                                    | 599                                                    |
| 7.                                                     | Eva Logar                                              | Słowenia                                               | 339                                                    | 661                                                    |
| 8.                                                     | Sarah Hendrickson                                      | Stany Zjednoczone                                      | 237                                                    | 763                                                    |
| 9.                                                     | Maja Vtič                                              | Słowenia                                               | 227                                                    | 773                                                    |
| 10.                                                    | Line Jahr                                              | Norwegia                                               | 218                                                    | 782                                                    |
| 11.                                                    | Juliane Seyfarth                                       | Niemcy                                                 | 212                                                    | 788                                                    |
| 12.                                                    | Elena Runggaldier                                      | Włochy                                                 | 204                                                    | 796                                                    |
| 13.                                                    | Abby Hughes                                            | Stany Zjednoczone                                      | 193                                                    | 807                                                    |
| 14.                                                    | Špela Rogelj                                           | Słowenia                                               | 188                                                    | 812                                                    |
| 15.                                                    | Alissa Johnson                                         | Stany Zjednoczone                                      | 180                                                    | 820                                                    |
| 16.                                                    | Lisa Demetz                                            | Włochy                                                 | 173                                                    | 827                                                    |
| 17.                                                    | Ulrike Gräßler                                         | Niemcy                                                 | 156                                                    | 844                                                    |
| 18.                                                    | Anna Häfele                                            | Niemcy                                                 | 152                                                    | 848                                                    |
| 19.                                                    | Julia Kykkänen                                         | Finlandia                                              | 138                                                    | 862                                                    |
| 20.                                                    | Anette Sagen                                           | Norwegia                                               | 132                                                    | 868                                                    |
| 21.                                                    | Anja Tepeš                                             | Słowenia                                               | 110                                                    | 890                                                    |
| 22.                                                    | Evelyn Insam                                           | Włochy                                                 | 106                                                    | 894                                                    |
| 23.                                                    | Jenna Mohr                                             | Niemcy                                                 | 102                                                    | 898                                                    |
| 24.                                                    | Carina Vogt                                            | Niemcy                                                 | 98                                                     | 902                                                    |
| 25.                                                    | Michaela Doleželová                                    | Czechy                                                 | 86                                                     | 814                                                    |
| 25.                                                    | Urša Bogataj                                           | Słowenia                                               | 86                                                     | 814                                                    |
| 27.                                                    | Maren Lundby                                           | Norwegia                                               | 85                                                     | 815                                                    |
| 28.                                                    | Anna Rupprecht                                         | Niemcy                                                 | 77                                                     | 823                                                    |
| 29.                                                    | Vladěna Pustková                                       | Czechy                                                 | 74                                                     | 826                                                    |
| 30.                                                    | Wendy Vuik                                             | Holandia                                               | 72                                                     | 828                                                    |
| 31.                                                    | Sabrina Windmüller                                     | Szwajcaria                                             | 66                                                     | 834                                                    |
| 32.                                                    | Gyda Enger                                             | Norwegia                                               | 63                                                     | 837                                                    |
| 33.                                                    | Katharina Keil                                         | Austria                                                | 56                                                     | 844                                                    |
| 34.                                                    | Cornelia Roider                                        | Norwegia                                               | 48                                                     | 852                                                    |
| 35.                                                    | Ramona Straub                                          | Niemcy                                                 | 38                                                     | 862                                                    |
| 36.                                                    | Bigna Windmüller                                       | Szwajcaria                                             | 36                                                     | 864                                                    |
| 37.                                                    | Taylor Henrich                                         | Kanada                                                 | 32                                                     | 868                                                    |
| 38.                                                    | Nita Englund                                           | Stany Zjednoczone                                      | 29                                                     | 871                                                    |
| 39.                                                    | Silje Sprakehaug                                       | Norwegia                                               | 27                                                     | 873                                                    |
| 40.                                                    | Roberta D'Agostina                                     | Włochy                                                 | 23                                                     | 877                                                    |
| 40.                                                    | Svenja Würth                                           | Niemcy                                                 | 23                                                     | 877                                                    |
| 42.                                                    | Lucie Míková                                           | Czechy                                                 | 17                                                     | 883                                                    |
| 43.                                                    | Charlotte Mitchell                                     | Kanada                                                 | 16                                                     | 884                                                    |
| 44.                                                    | Léa Lemare                                             | Francja                                                | 15                                                     | 885                                                    |
| 45.                                                    | Katharina Althaus                                      | Niemcy                                                 | 12                                                     | 888                                                    |
| 46.                                                    | Julia Clair                                            | Francja                                                | 10                                                     | 890                                                    |
| 47.                                                    | Ma Tong                                                | Chiny                                                  | 7                                                      | 893                                                    |
| 47.                                                    | Irina Taktajewa                                        | Rosja                                                  | 7                                                      | 893                                                    |
| 49.                                                    | Aleksandra Kustowa                                     | Rosja                                                  | 6                                                      | 894                                                    |
| 50.                                                    | Sofja Tichonowa                                        | Rosja                                                  | 5                                                      | 895                                                    |
| 51.                                                    | Anastasija Wieszczikowa                                | Rosja                                                  | 2                                                      | 898                                                    |
| 52.                                                    | Avery Ardovino                                         | Stany Zjednoczone                                      | 1                                                      | 899                                                    |
| 52.                                                    | Jenny Synnøve Hagemoen                                 | Norwegia                                               | 1                                                      | 899                                                    |